# Національна галерея (Прага)
Національна галерея у Празі (чеськ. Národní galerie v Praze) — відома в Центральній Європі галерея мистецтв в столиці республіки Чехія місті Празі, один з мистецьких музеїв міста.

## Прихисток мистецтва в Празі

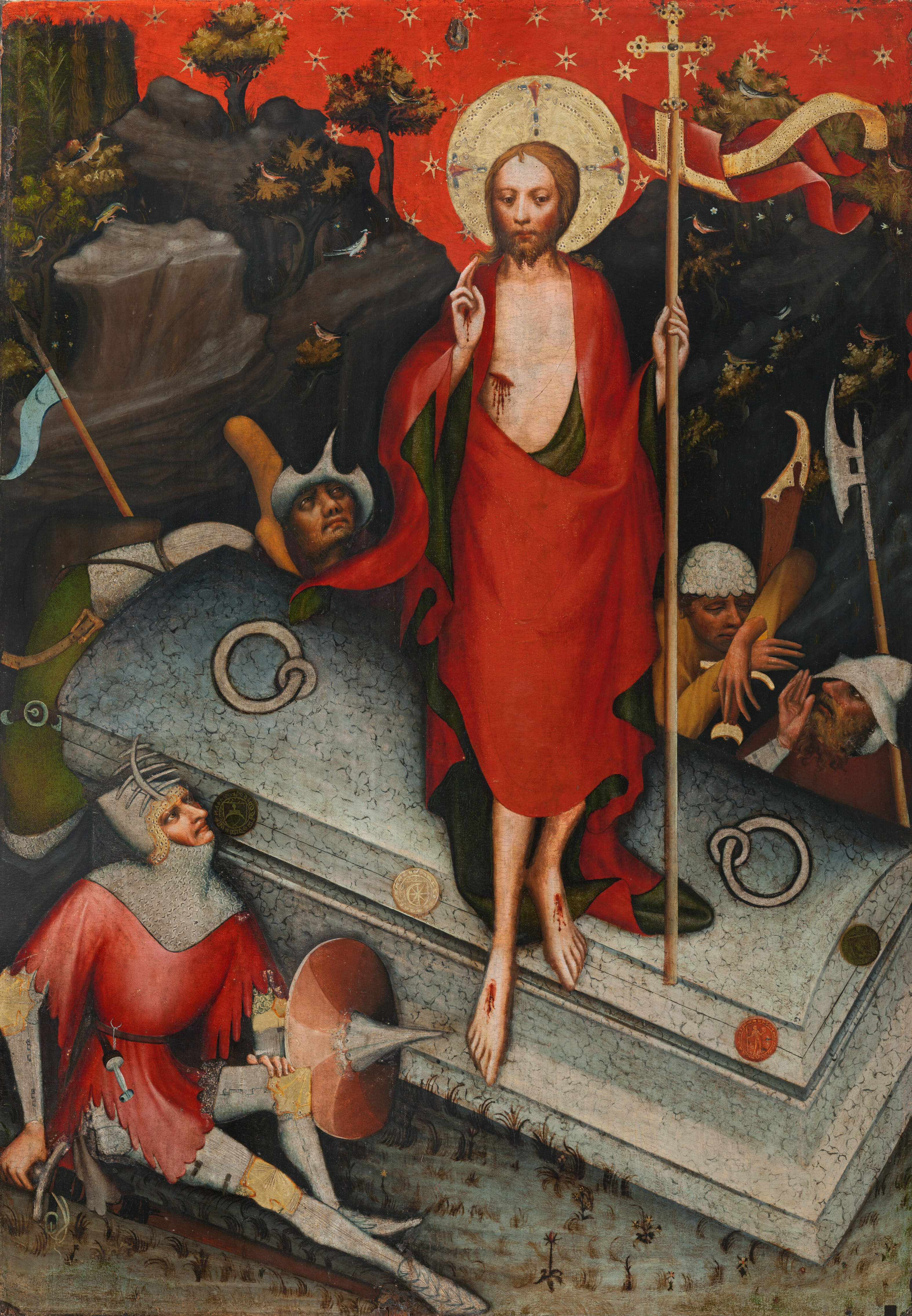
Воскресіння Христове. Майстер Тршебонського вівтаря (1380-ті роки)

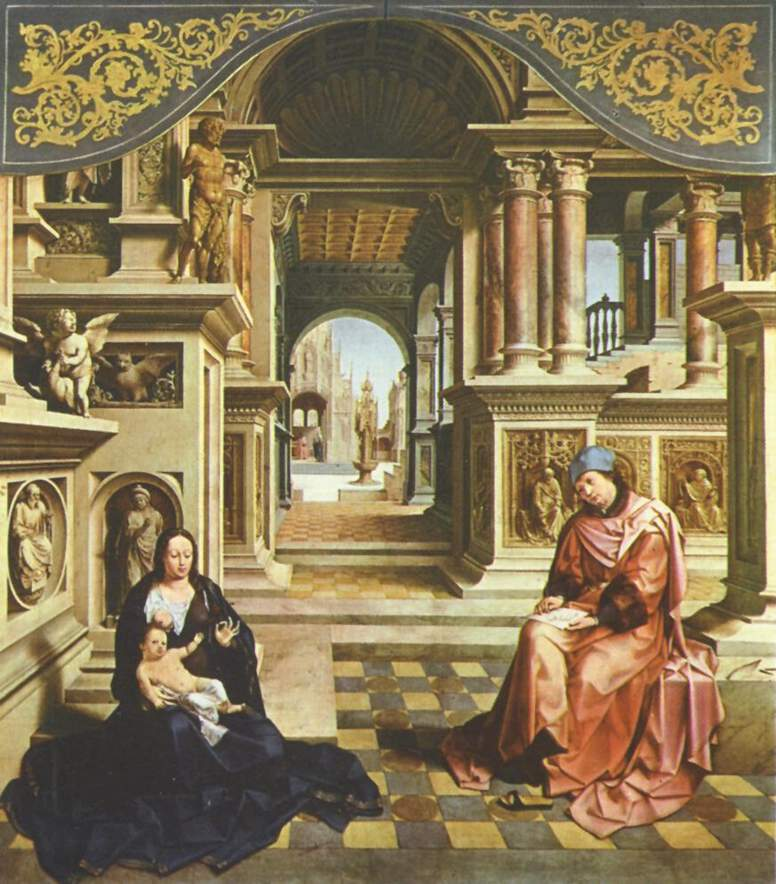
Євангеліст Лука малює Мадонну. Ян Госсарт (Мабюз) (бл. 1520)

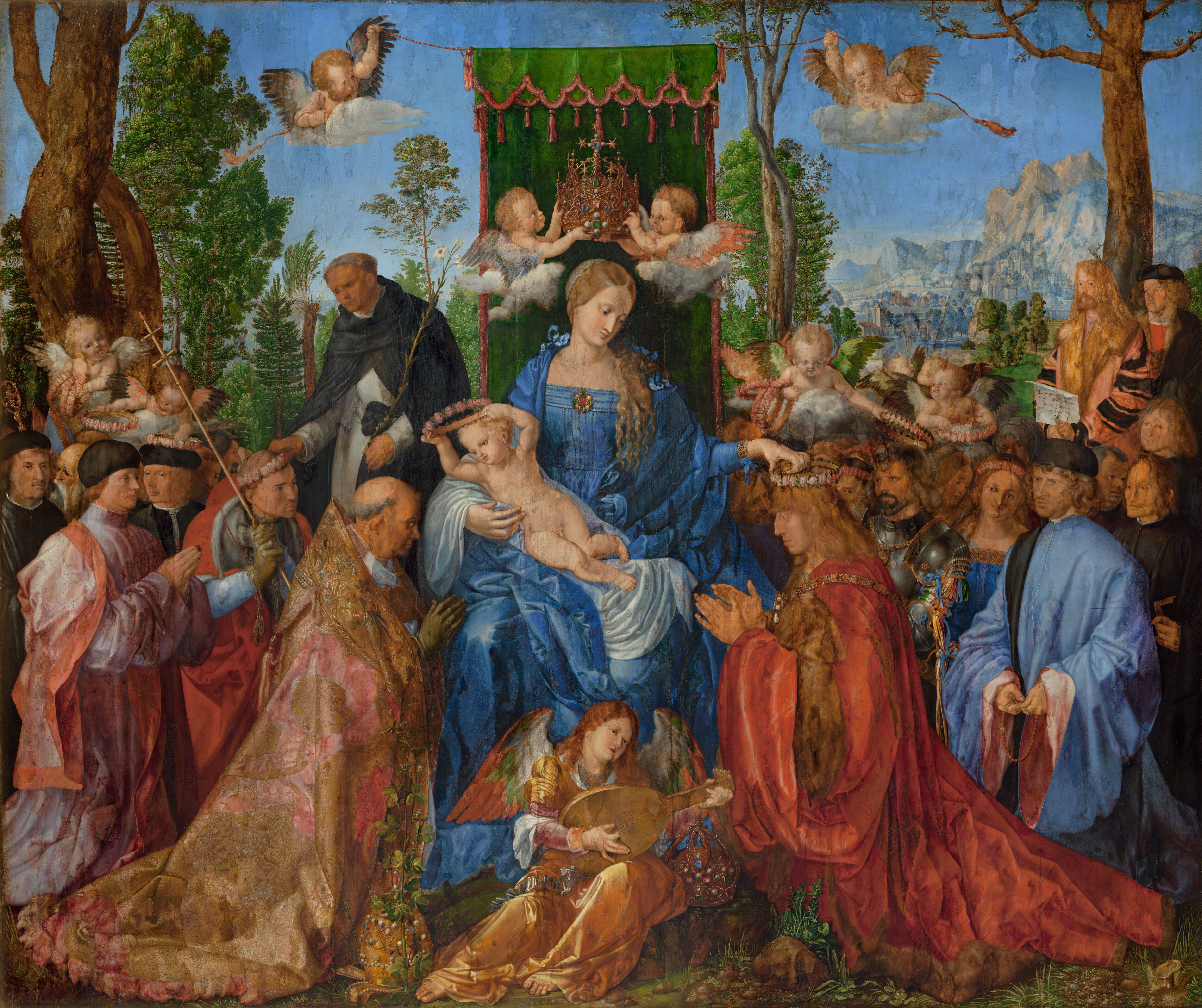
Свято трояндових вінців. Альбрехт Дюрер (1506)

Прага давно стала прихистком мистецтв. Тут збережені зразки архітектури доби романики і готики, причому в цікавих і характерних для стилю зразках. Цікавими зразками доби готики представлена і скульптура.
В добу маньєризму Прага була центром пишного двору імператора Рудольфа 2-го, що дало змогу успішно працювати гуртку віртуозних художників, скульпторів, вчених, серед яких були художники Джузеппе Арчімбольдо, Спрангер, скульптор Адріан де Вріс, вчений Тіхо Браге.
Ще більш значущим центром мистецтв стала Прага в добу бароко, де довершеними зразками представлені і архітектура, і скульптура, і декоративно-ужиткове мистецтво, трохи менше — живопис і графіка. Доба бароко в Празі має значні зразки в архітектурі всіх періодів — ранішнього бароко (палац Вальдштейна, Чернінський палац), розвинутого бароко (замок Троя), пізнього бароко (всі будівлі архітектора Кіліана Ігнаца Дінценгофера, Алліпранді, Маттеї). А творчий внесок в архітектуру бароко будівничіх Франческо Каратті, Маттеї, Дінценгофера набув світового значення.
Саме в Празі успішно працював геніальний Матіас Бернард Браун, творчості одного його було б досить, щоби визнати Прагу видатним центром барокової скульптури. А в Празі працювала ціла низка відомих скульпторів, серед яких Фердинанд Брокоф, Ігнац Франц Платцер, Й.Квітайнер, Я.Бендл. Прага залишалась відомим центром скульптури і в 19 столітті.
Прага — відомий центр університетської освіти. А деякі бібліотеки Праги існували протягом 600 років (уславлена Страговська бібліотека). Бібліотечний комплекс в Клементінумі на початок 21 століття налічує більш ніж 3 000 000 томів. Для невеликої територіально Чехії це видатна збірка.
Коли в 20 столітті започаткували Національну галерею, в Празі було що відібрати в соборах і палацах чи врятувати для неї, попри грабежі, вивози і продажі попередніх епох.

## Історія виникнення
Патріотично налаштована громада чеської і німецької аристократії разом з представниками середнього класу зафундували Спілку патріотичних прихильників мистецтва у 1796 році. Метою було просвітництво, в тому числі і в галузі мистецтва. Спілка почала збирати свою художню колекцію.
У 1902 році до збірки Спілки додали Галерею сучасного мистецтва королівства Богемія (приватна колекція імператора Австро-Угорщини Франца Йосипа 1-го). З 1918 року, після відновлення державності Чехії, збірка мистецьких творів Спілки набула статусу головного зібрання молодої держави.
За законом від 1949 року була заснована сучасна Національна галерея. До збірки приєднали кабінет гравюр Національного музею та Бібліотеки університету.

## Світове мистецтво в Празі
В залах галереї репрезентовані твори невідомих готичних майстрів і уславлених художників Тіціана, Тінторетто, Веронезе, Альбрехта Дюрера, Пітера Брейгеля Старшого, Яна Госсарта (Мабюз), Симона Вуе, Ель Греко, Хосе де Рібера, Іллі Рєпіна, Рубенса,Антуана Барі, Гогена, Пікассо .
Заслуговують уваги твори митців Японії, Китаю, Індії, країн мусульманського регіону. Їх передали для тематичного експонування у палац Кінських.

## Головні відділи і будівлі Національної галереї

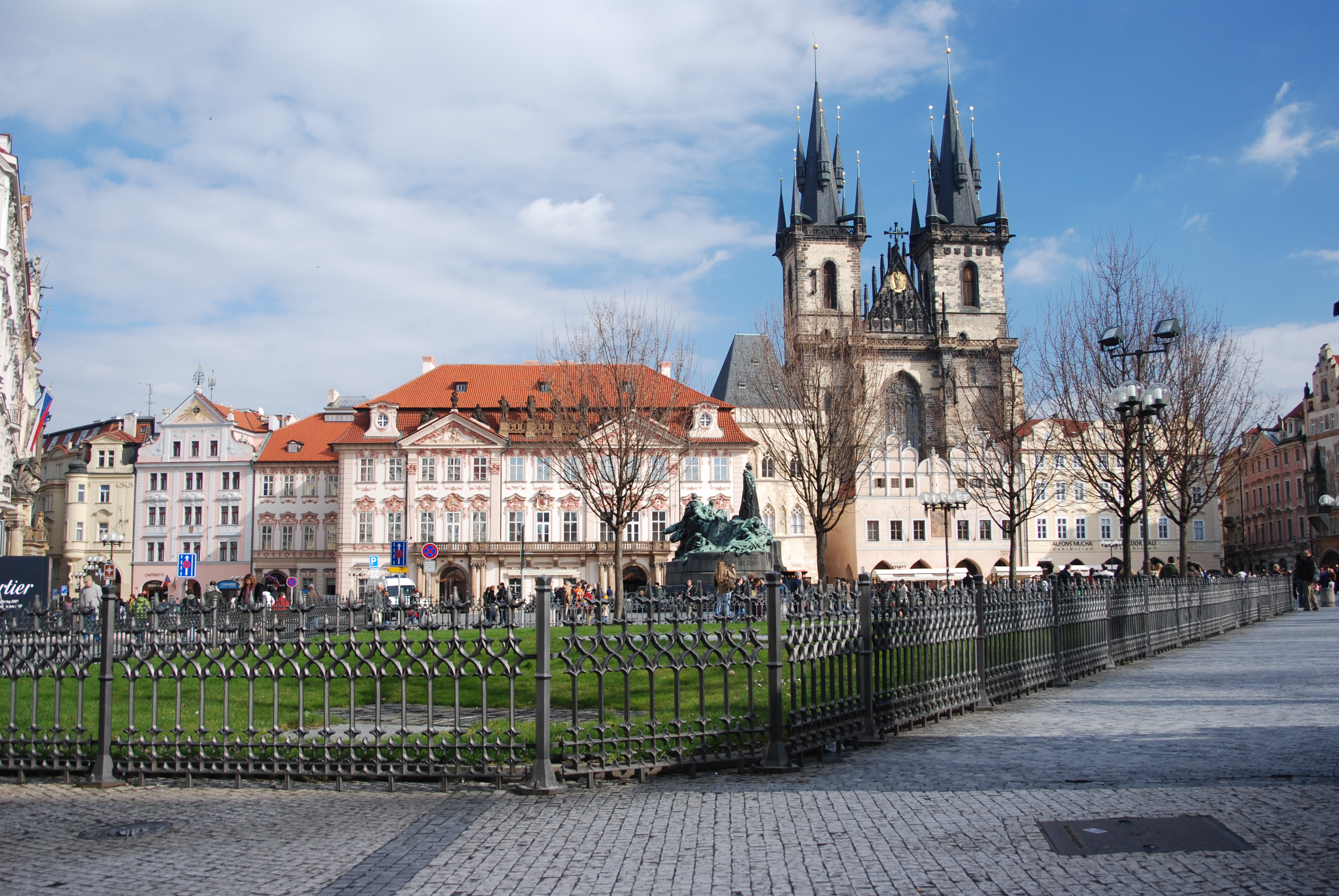
Староместська площа. Палац Кінських біля готичного храму Марії Тинської

Вхідний квиток в галерею (1984)

Національна галерея має декілька будівель в різних районах Праги_ від доби готики і бароко до ар нуво і функціоналізму.
- Монастир св. Агнешки Чеської (чеськ. Klášter sv. Anežky České) — мистецтво середньовіччя Богемії та країн центральної Європи
- Монастир св. Георгія (чеськ. Klášter sv. Jiří) — живопис доби бароко 17—18 ст, твори доби маньєризму часів імператора Рудольфа II
- Палац Кінських (чеськ. Palác Kinských) — пейзажі 17—20 ст. чеських митців
- Палац Штернберг (чеськ. Šternberský palác) — західно-європейське мистецтво від античності до епохи бароко
- Виставковий палац (чеськ. Veletržní Palác) — мистецтво з 19 ст. до сьогодення
- Манеж Празького Граду (чеськ. Jízdárna Pražského hradu) и Манеж палацу Вальдштейн (чеськ. Valdštejnská jízdárna) — тимчасові експозиції
- Дім « У Чорної Мадонни » (чеськ. Dům U Černé Matky Boží) — музей чеського кубізму
- Замок Збраслав (чеськ. Zámek Zbraslav) — колекція мистецтва Азії — (Китай, Японія, Індія, Південно Східна Азія, країни мусульманського регіону.

## Будівлі Національної галереї

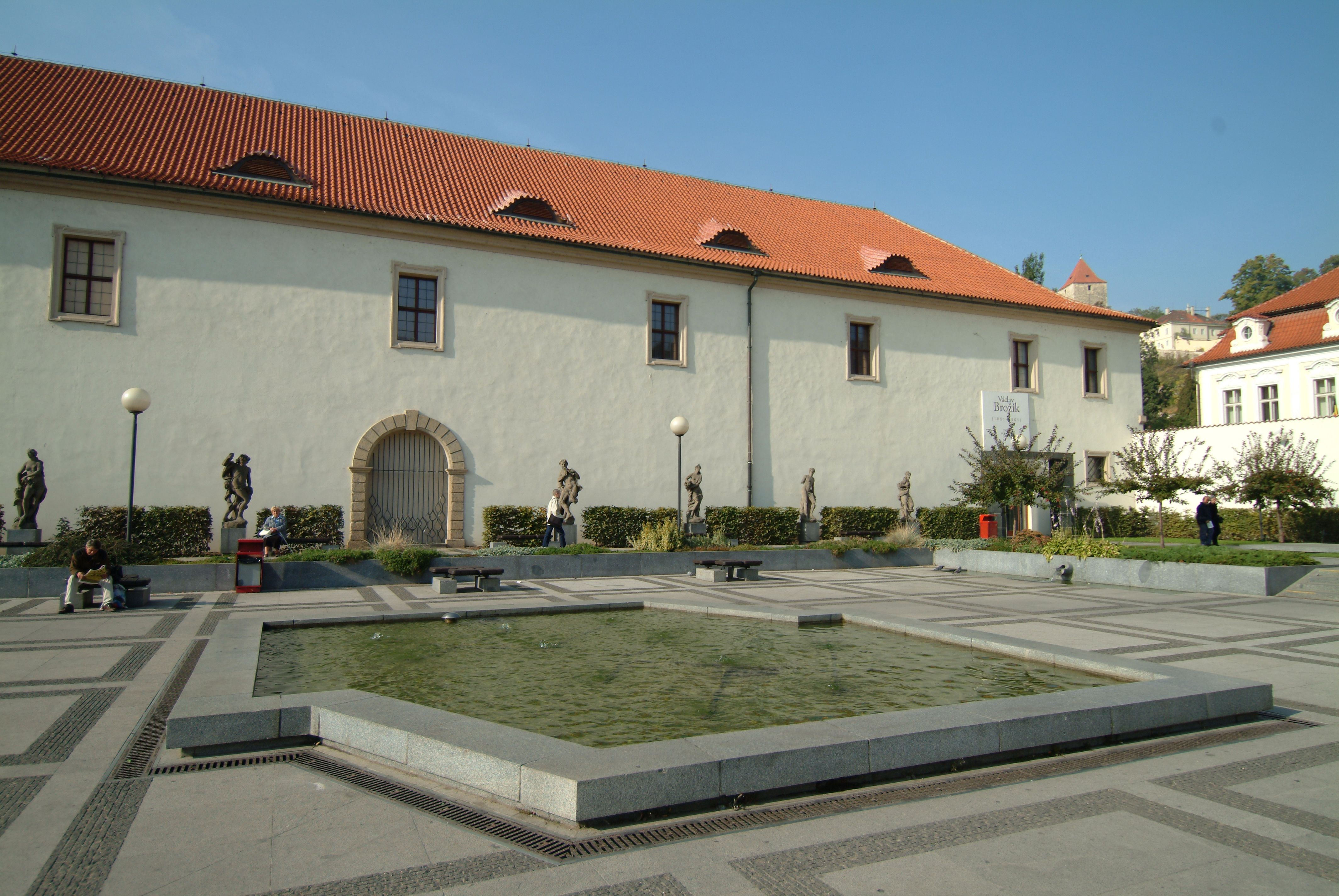
Манеж Валдштейнського палацу
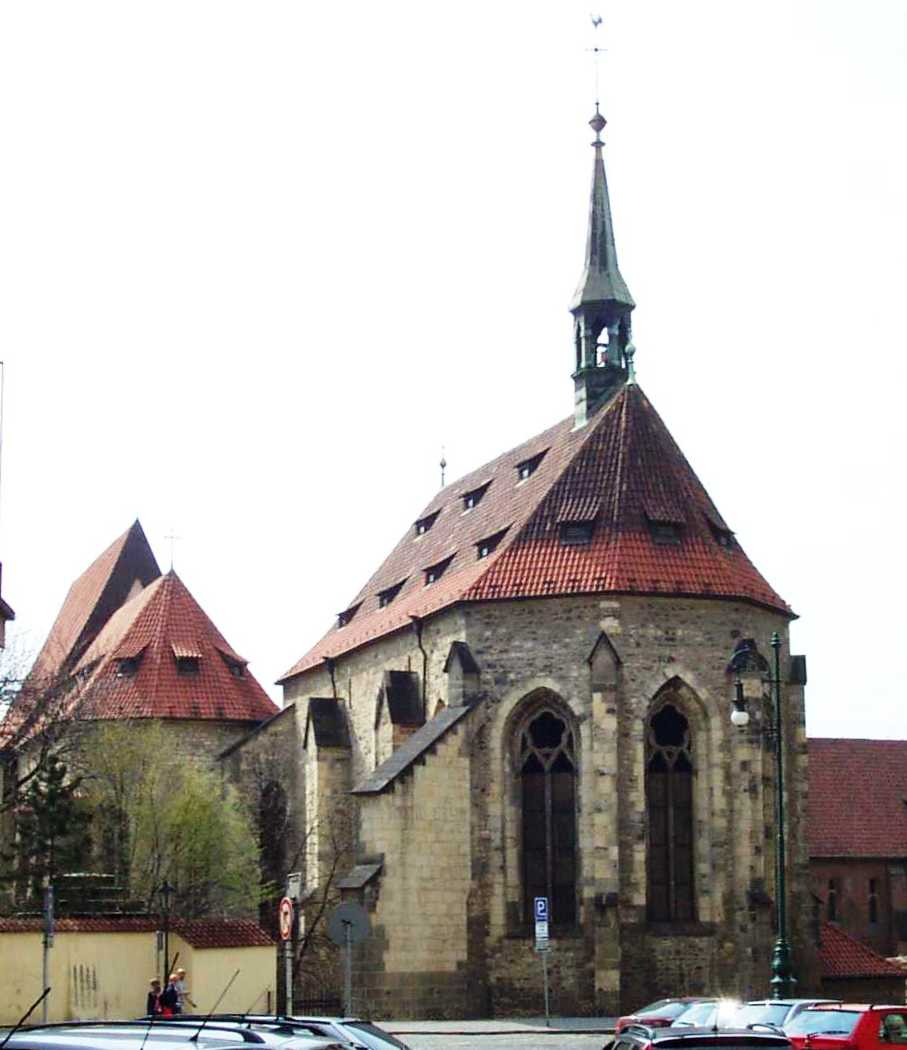
Монастир св. Агнеси Чеської, готика Праги.
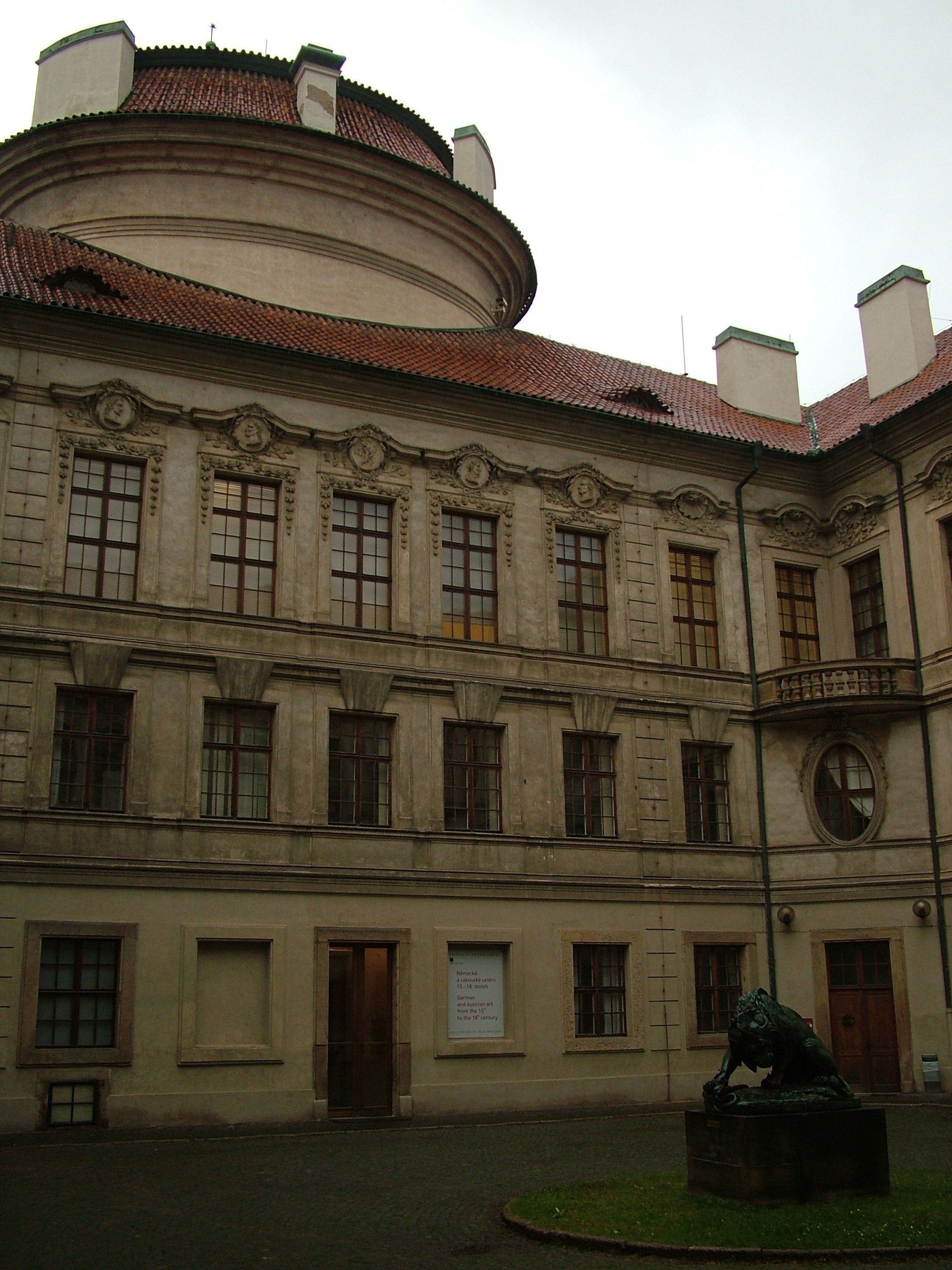
Палац Штернберг зі скульптурою Барі в дворику
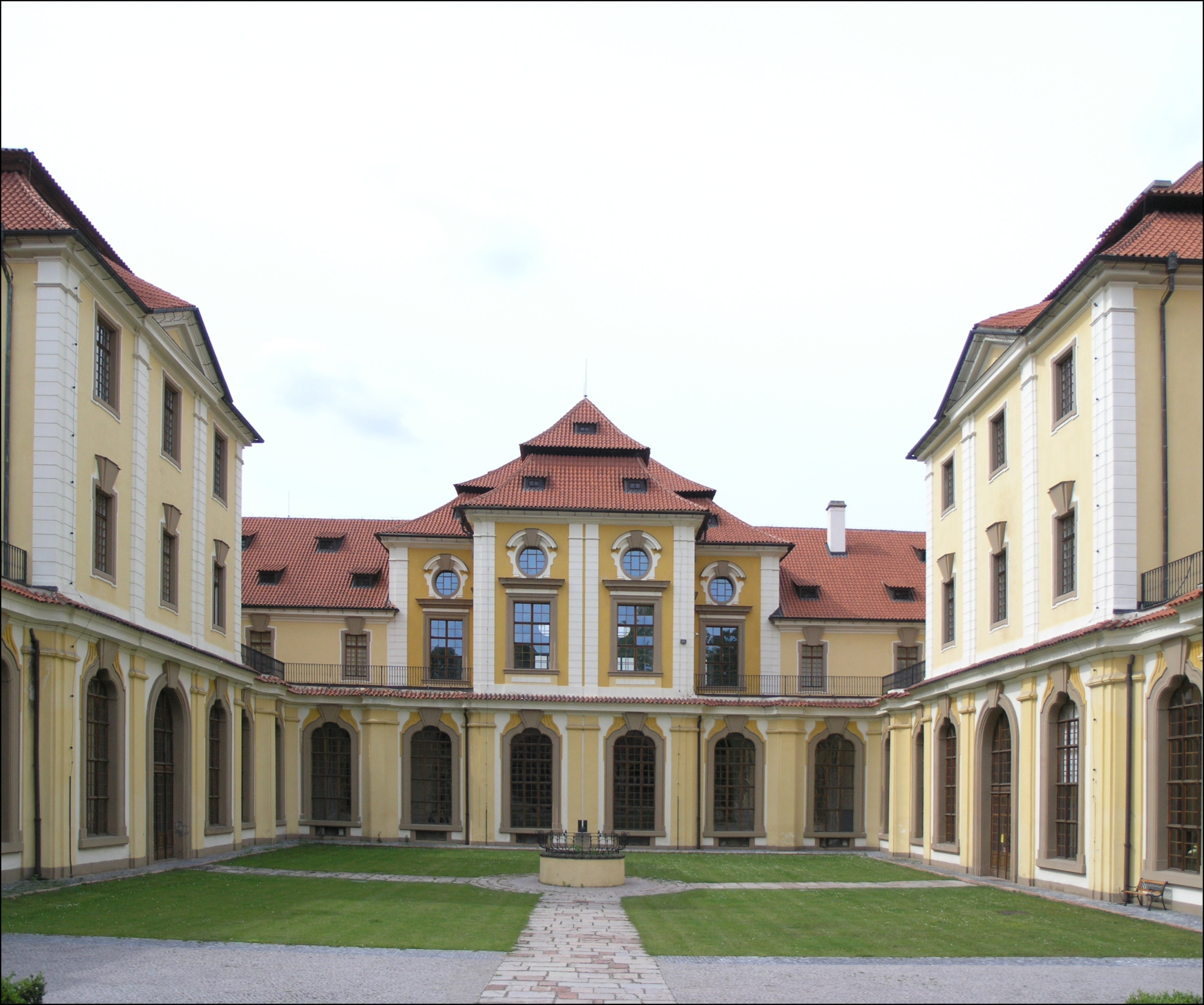
Замок Збраслав
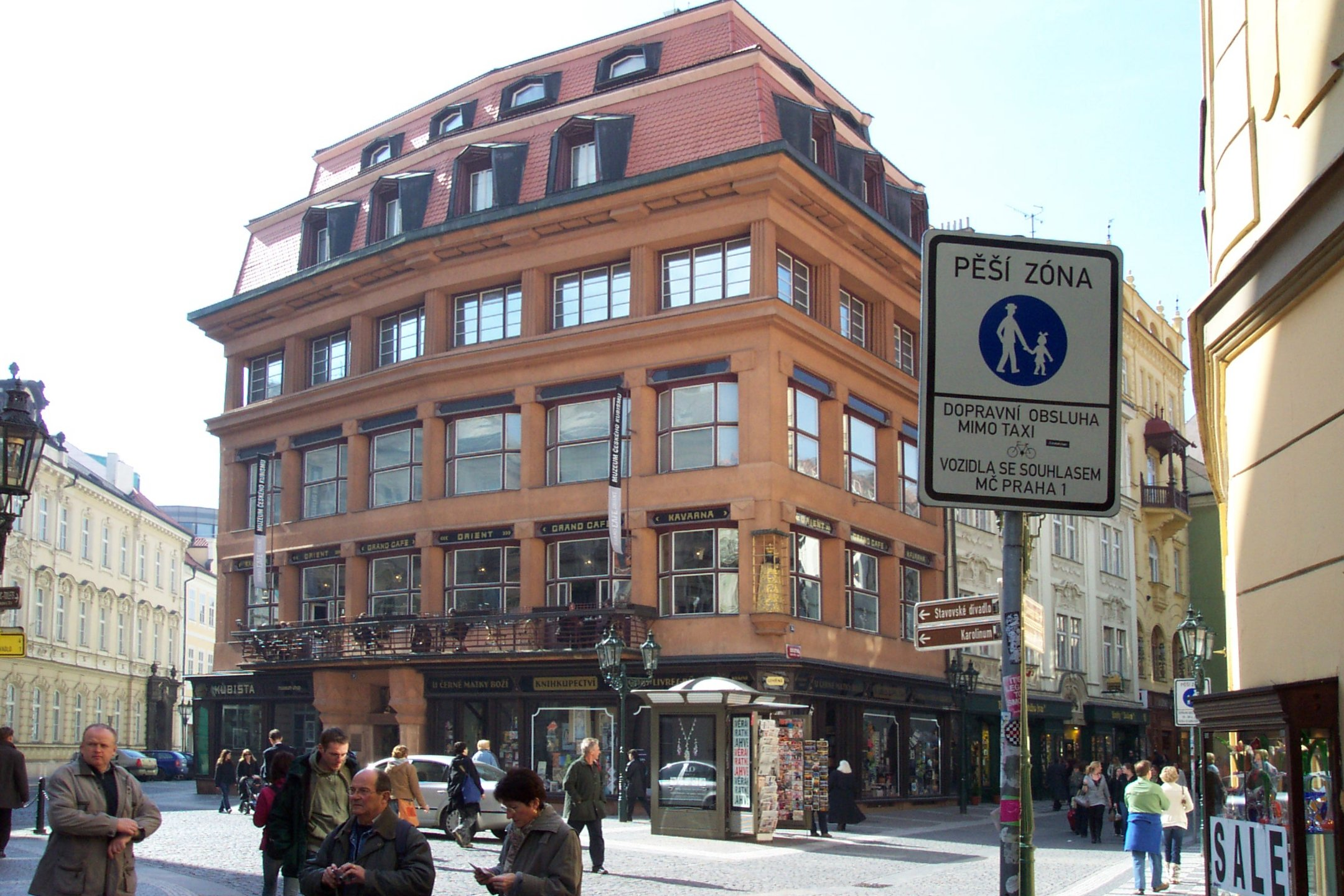
Дім чорної Мадонни
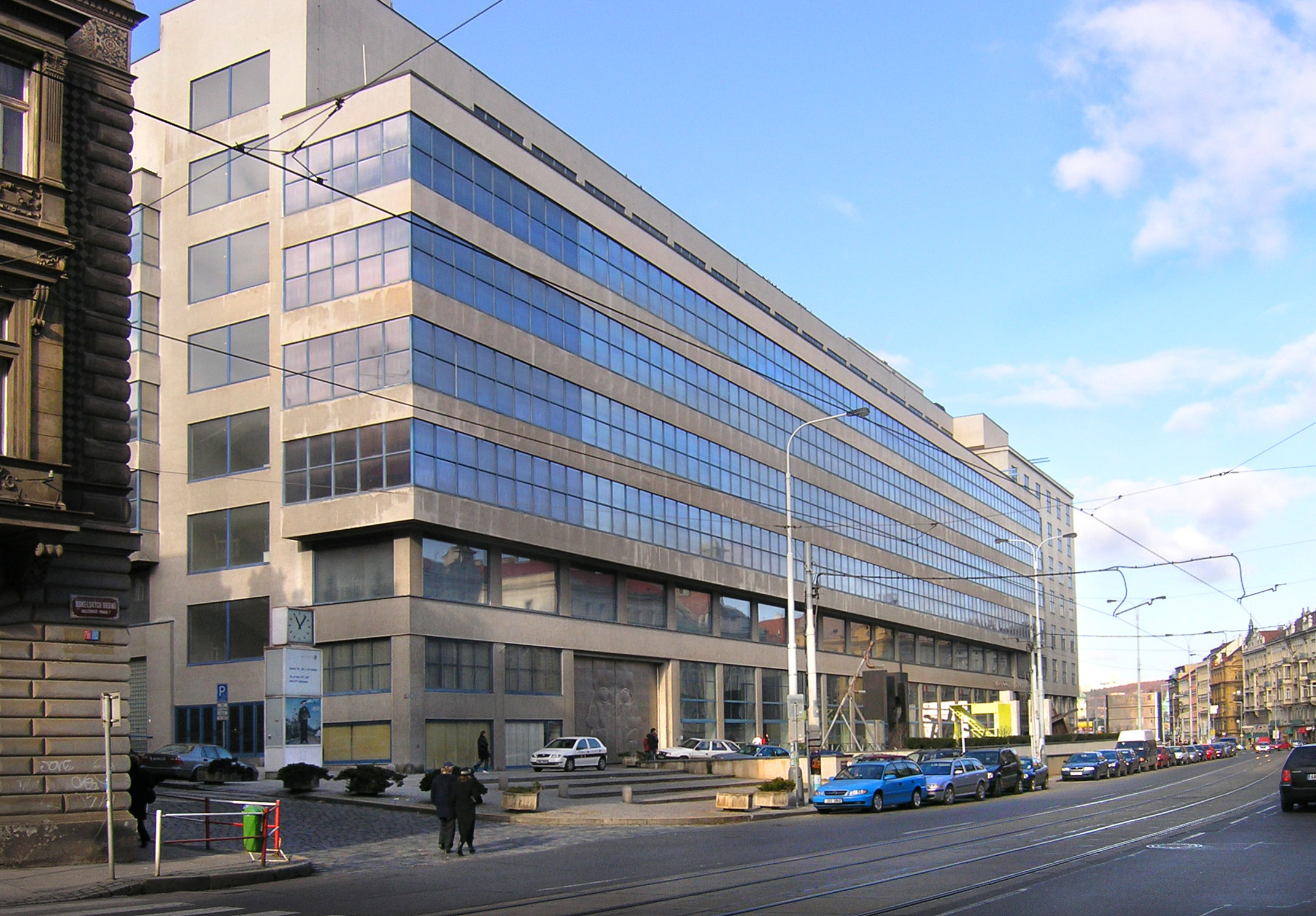
Виставковий палац
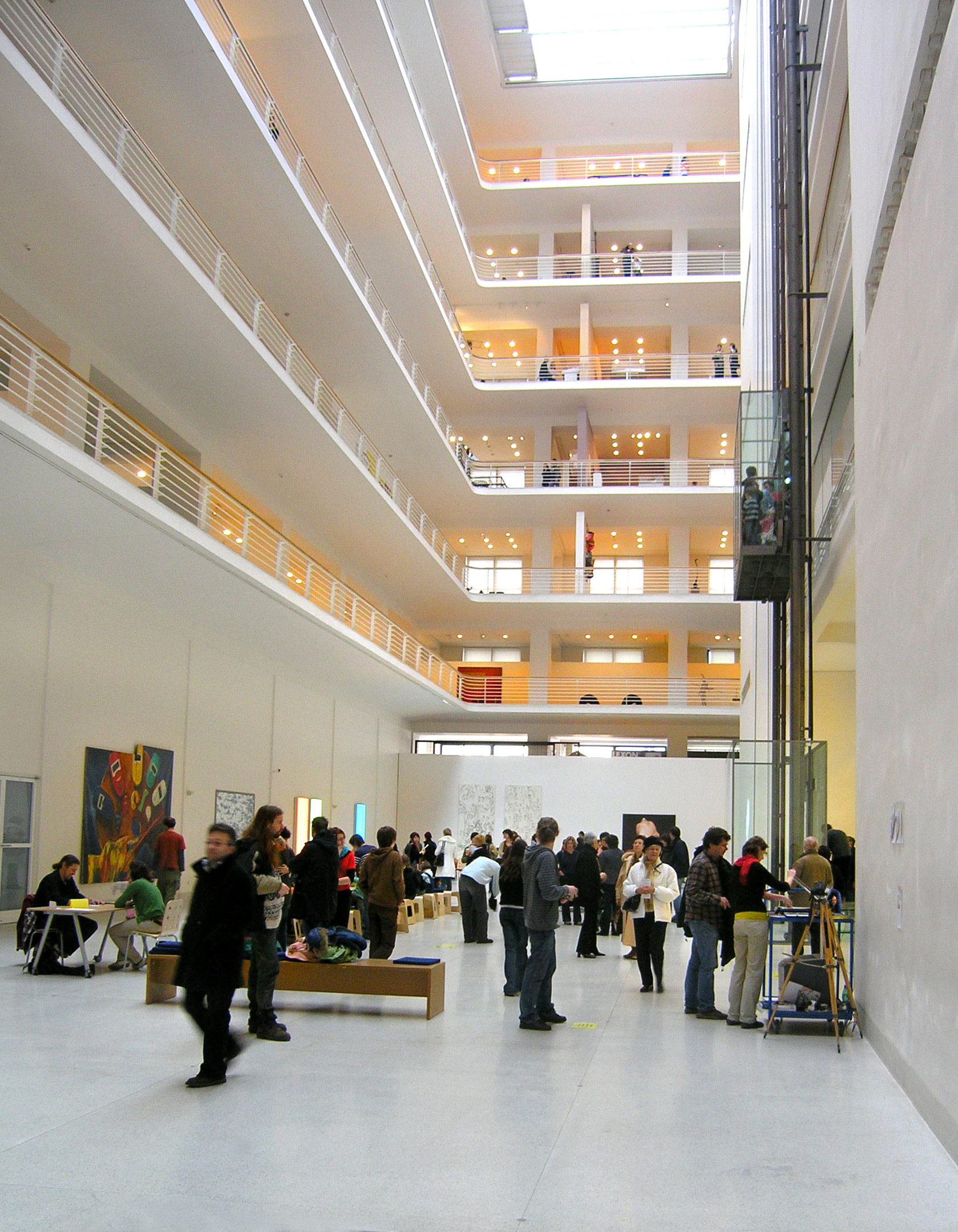
Інтер'єр Великого палацу
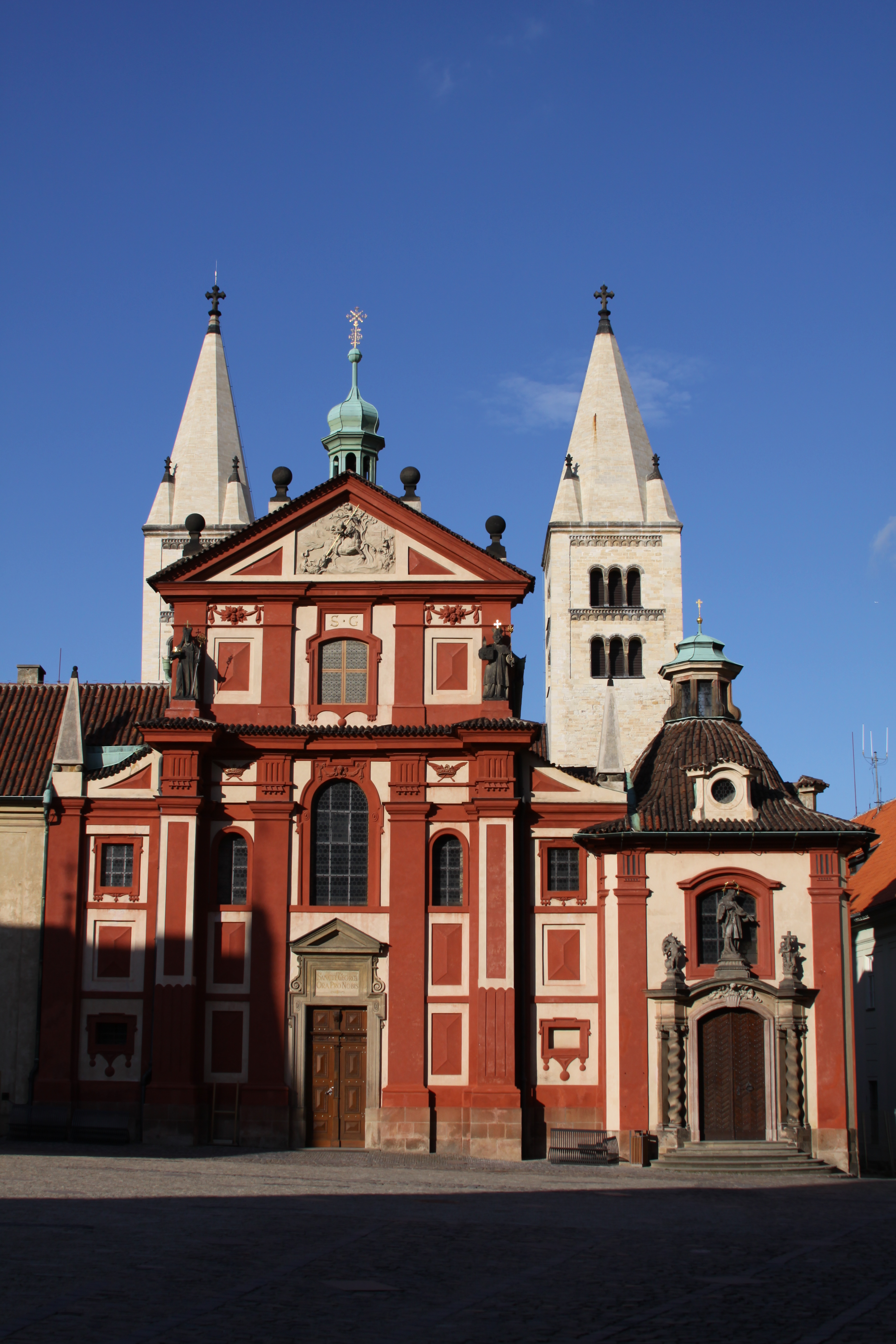
Базиліка Св. Георгія. Фасад арх. Франческо Каратті, доба бароко (XVII ст.)

## Митцісередньовіччяі проторенесансу

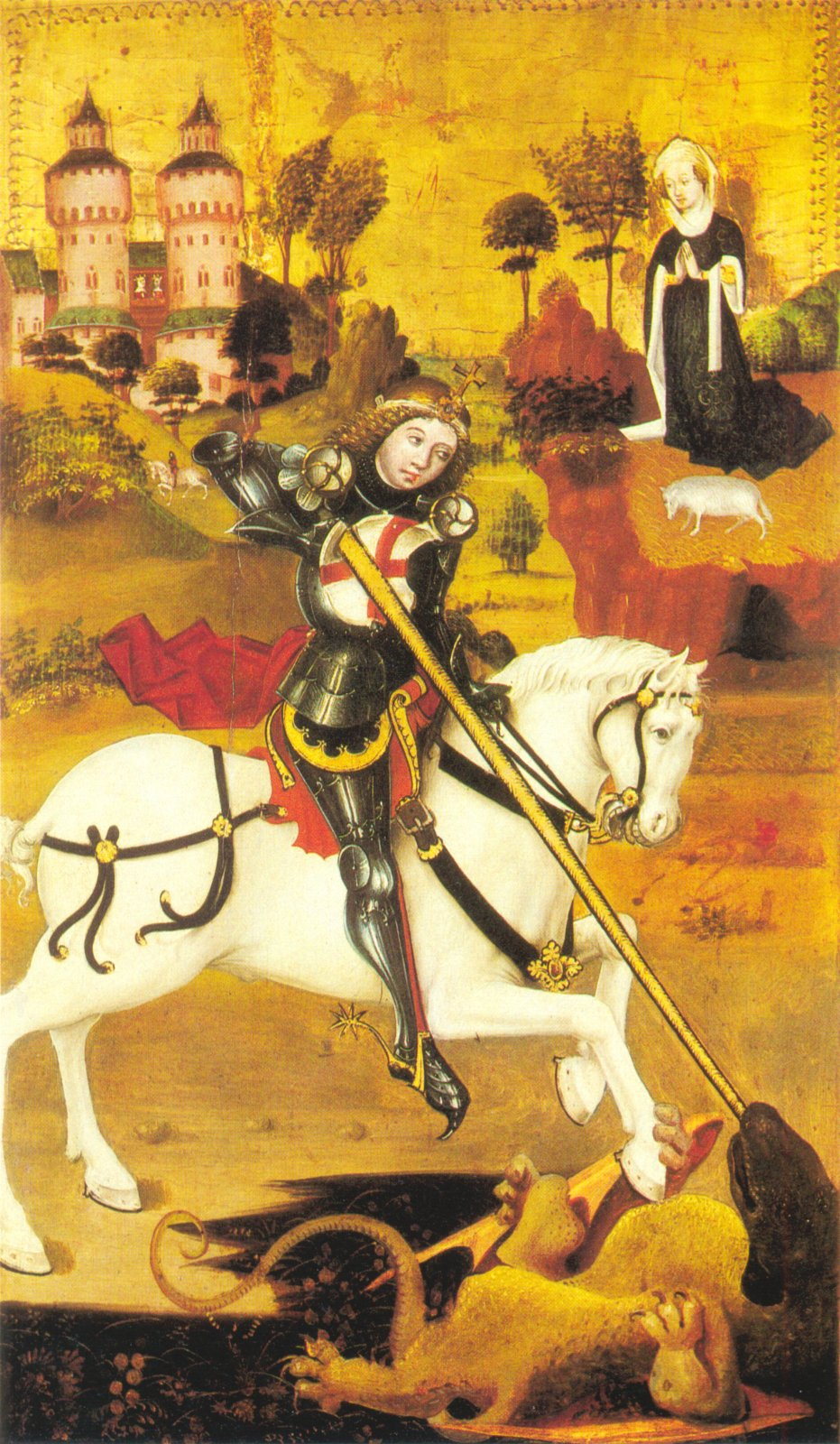
Св. Георгій зі Змієм (1470)
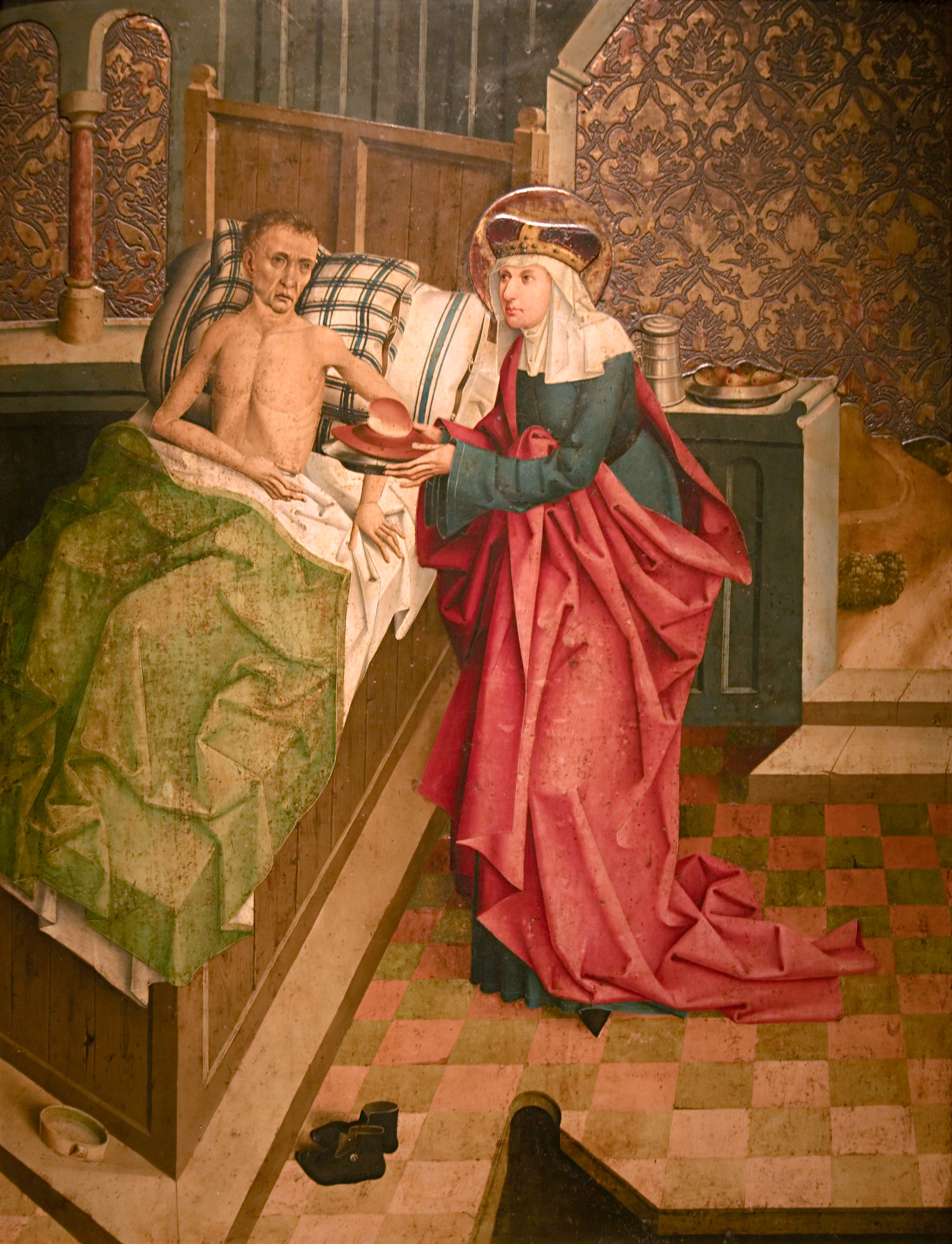
Св. Агнеса (Анежка) (1482)
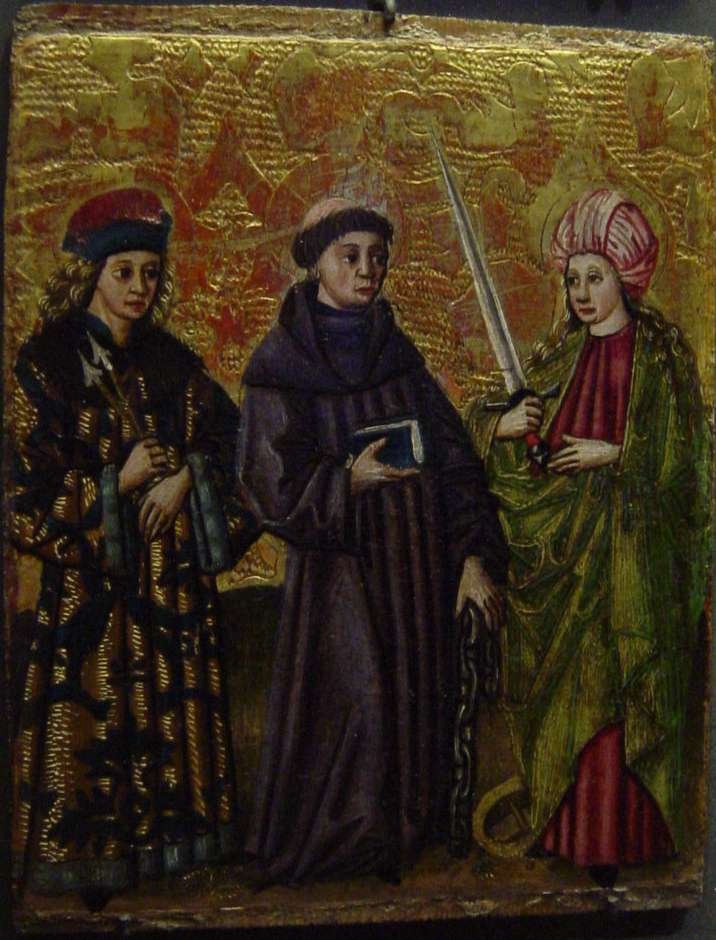
Святі Себастьян, Лейнхарт, Катерина
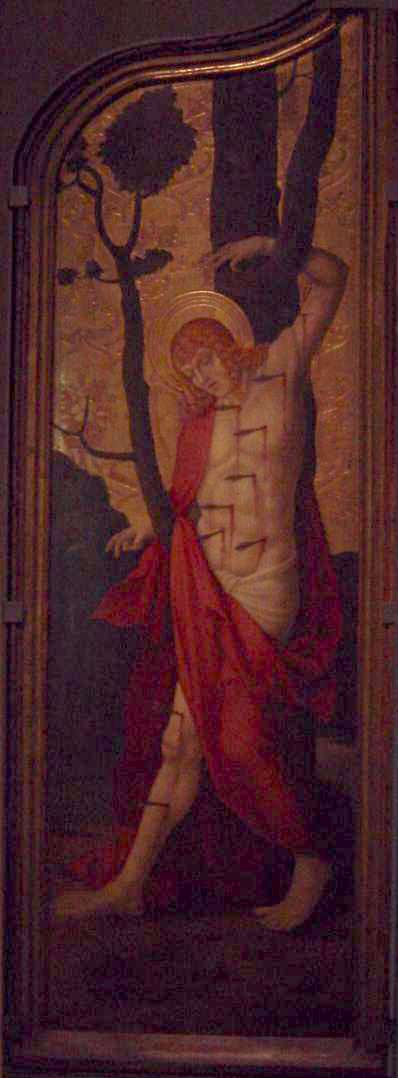
Мучеництво Св. Себестьяна (1551)

## Зразки скульптур

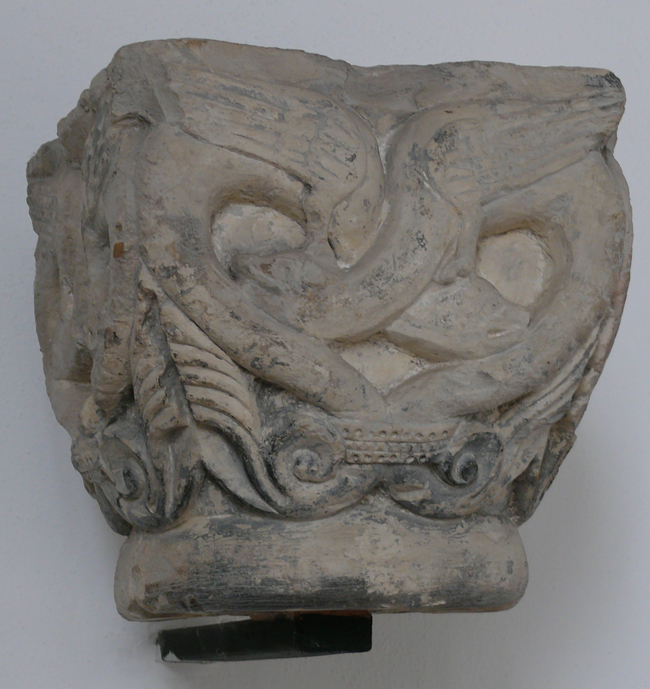
Капітель середньовіччя
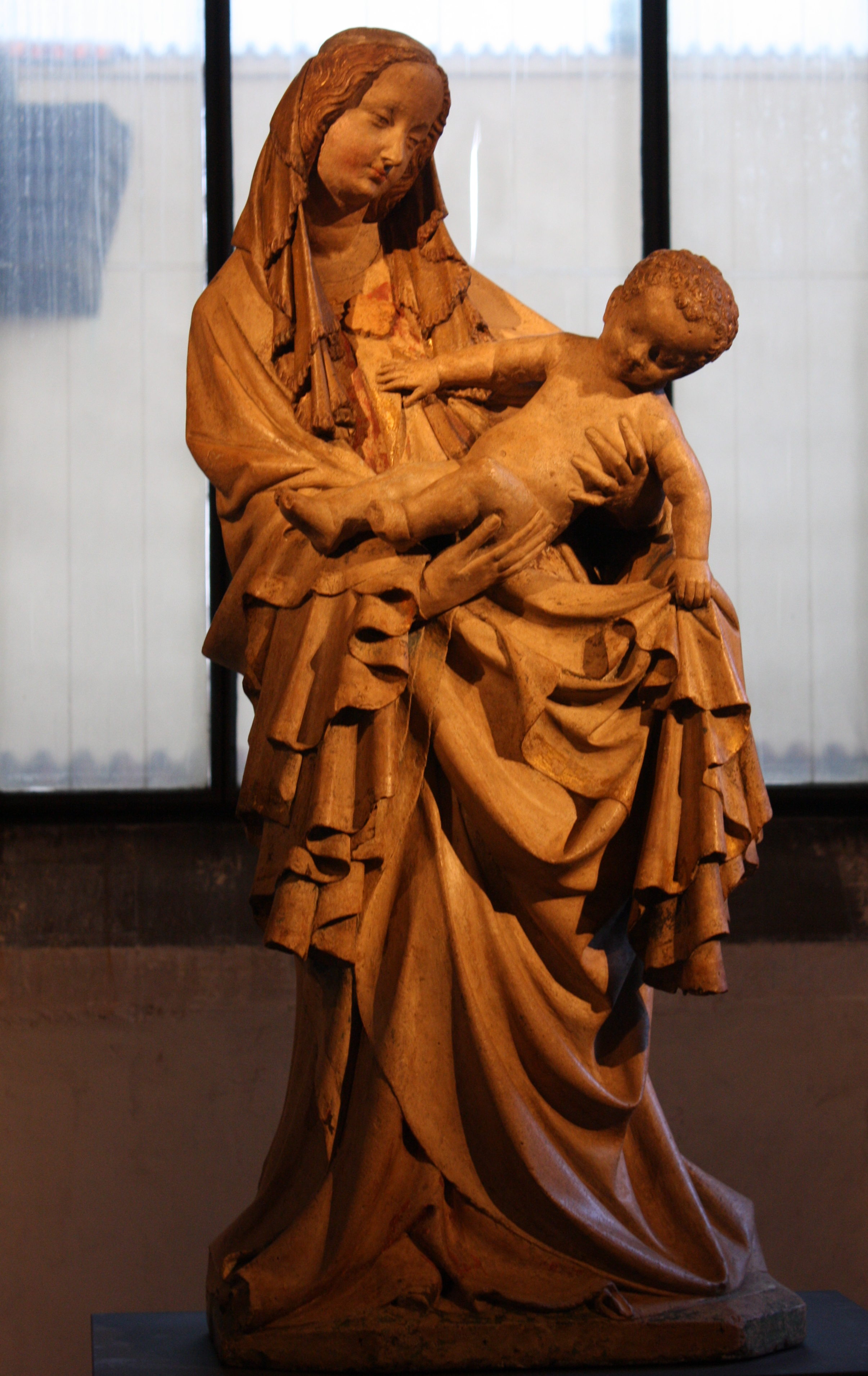
Готична Мадонна з немовлям з Крумлова
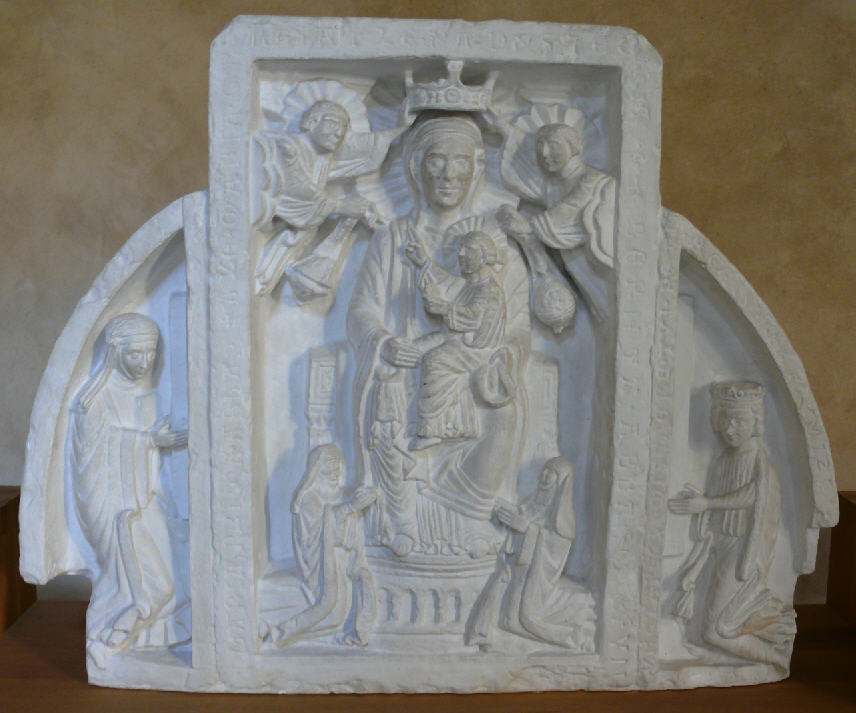
Тімпан - Богородиця на троні
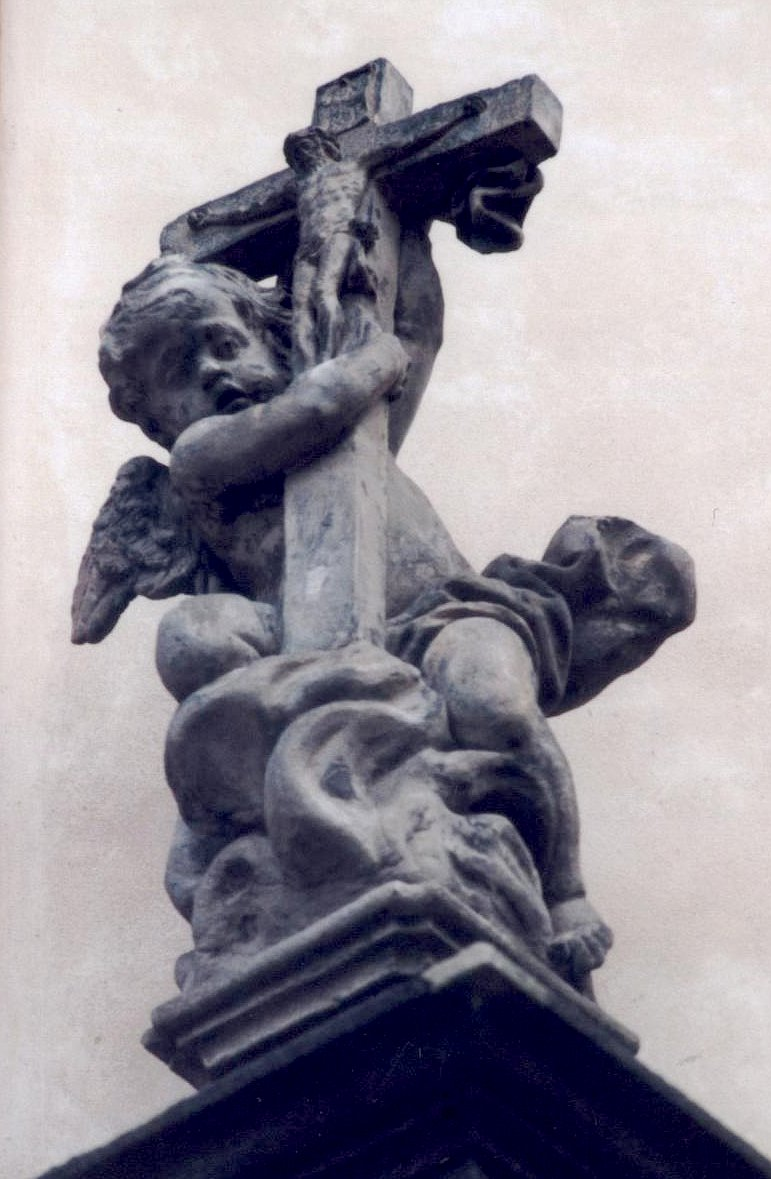
Херувим з розп'яттям Христа. Скульптор Брокоф

## Добабароко

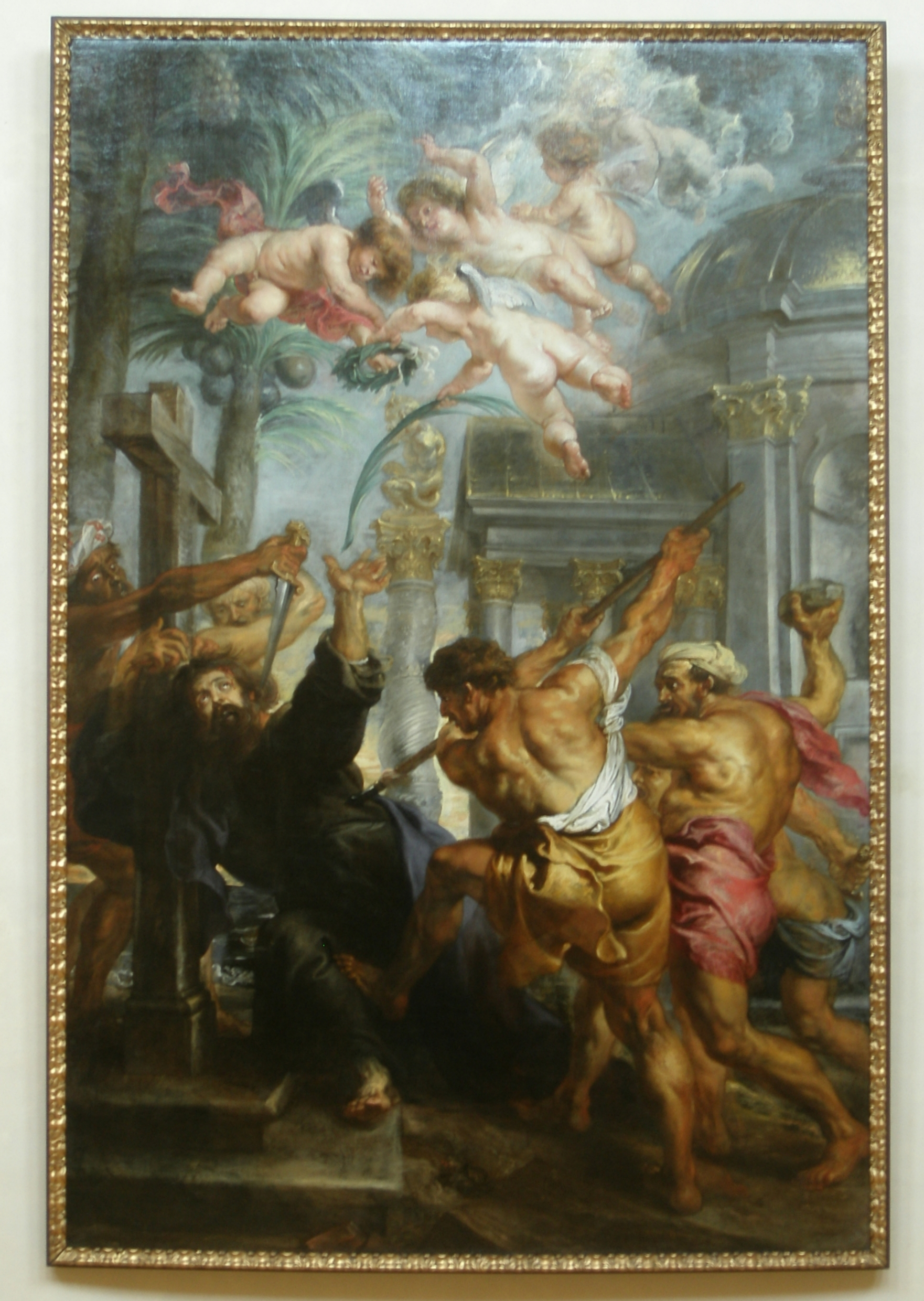
Мучеництво Святого Хоми. Пітер Пауль Рубенс (1636-1638)
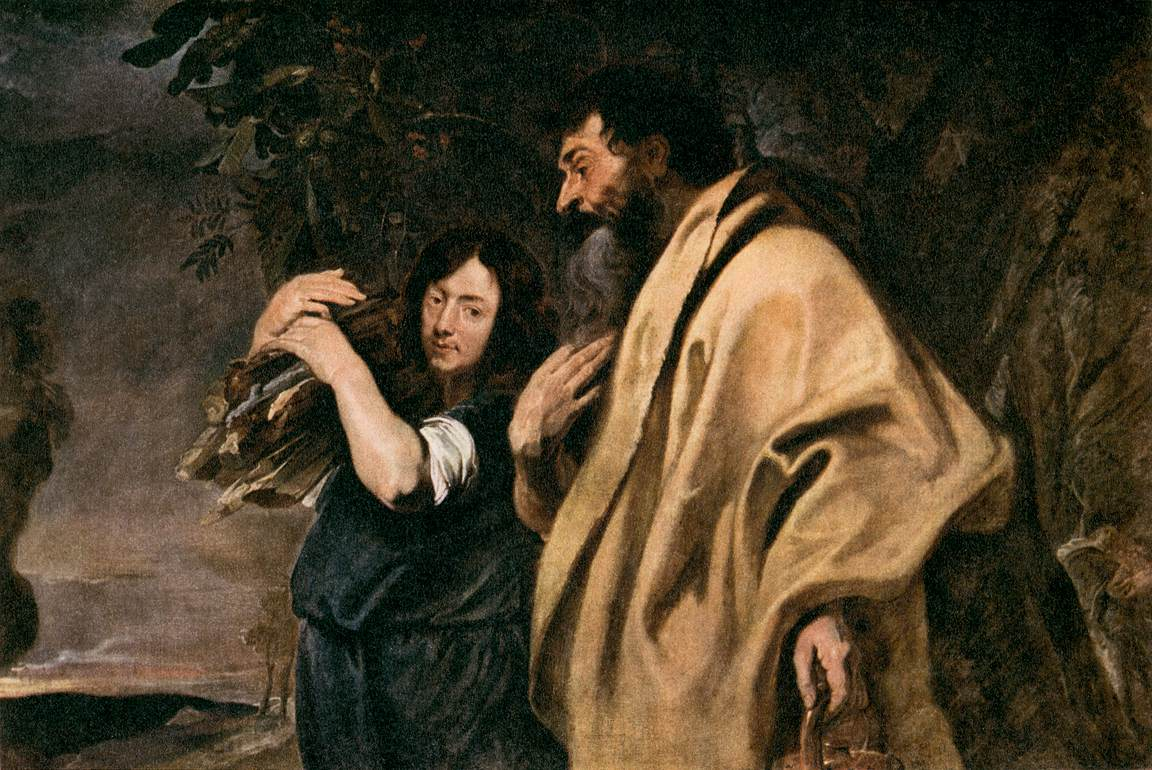
Авраам і Ісак на шляху до жертвоприношення. Антоніс ван Дейк (бл. 1617)
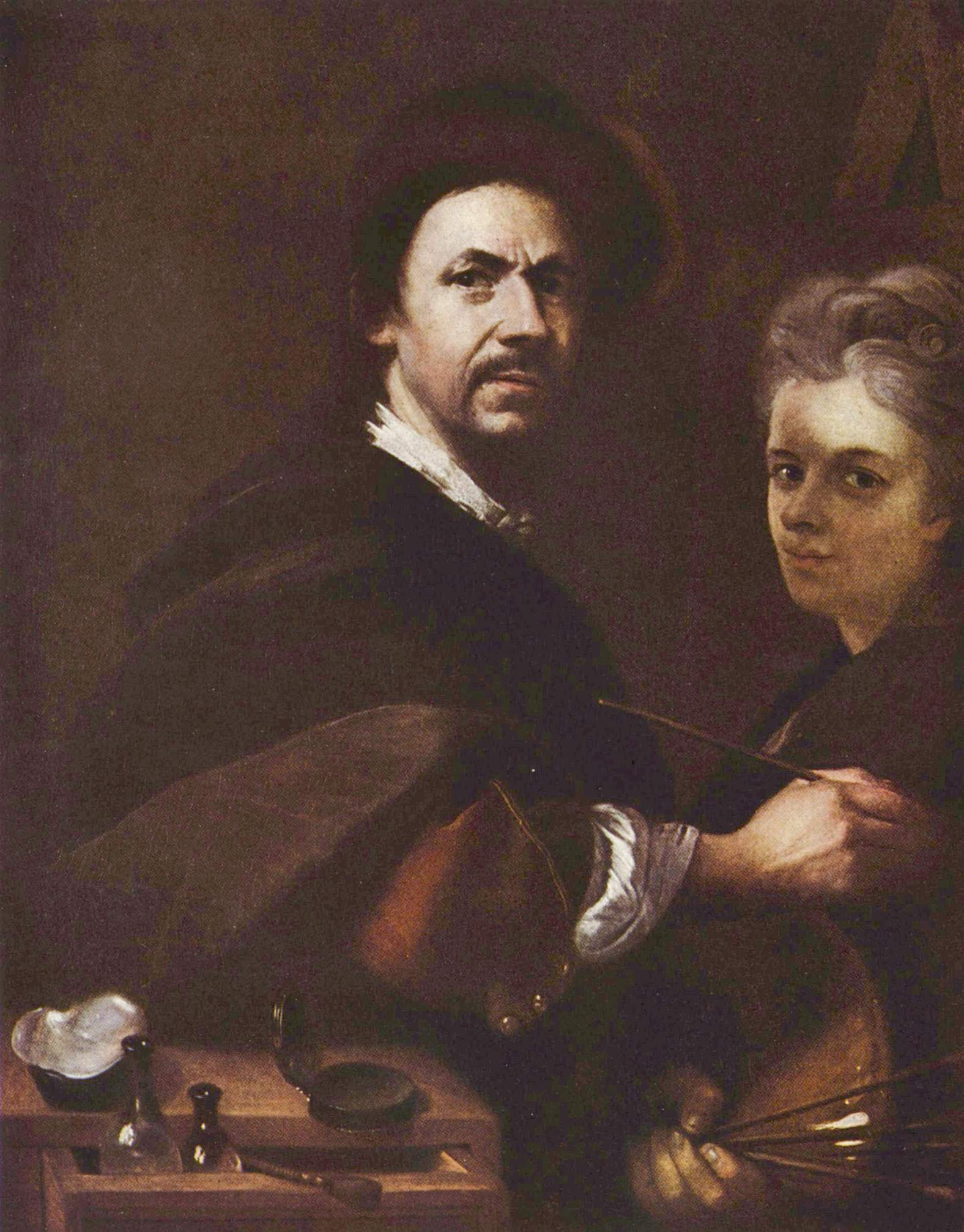
Ян Купецький. Автопортрет (1711)
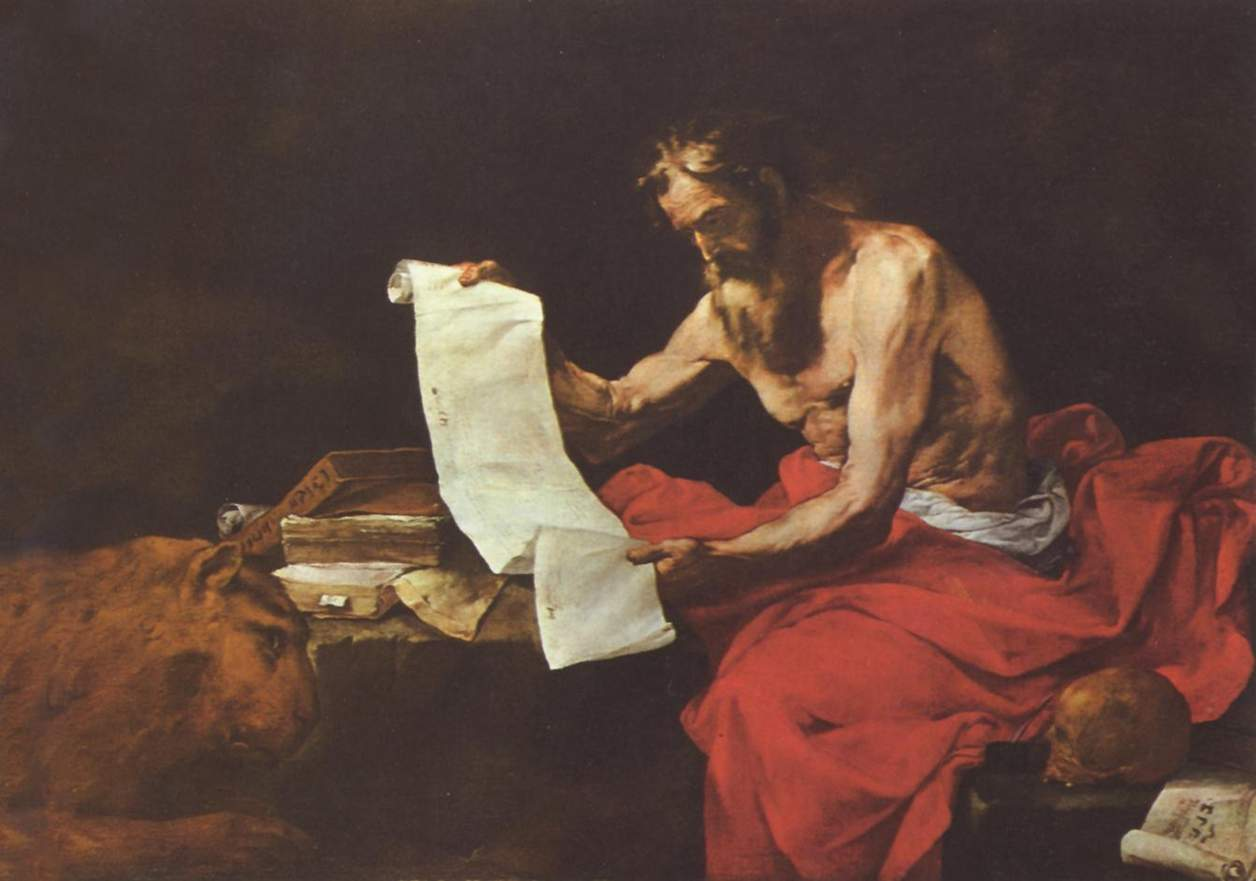
Святий Єронім. Хосе де Рібера (1664)
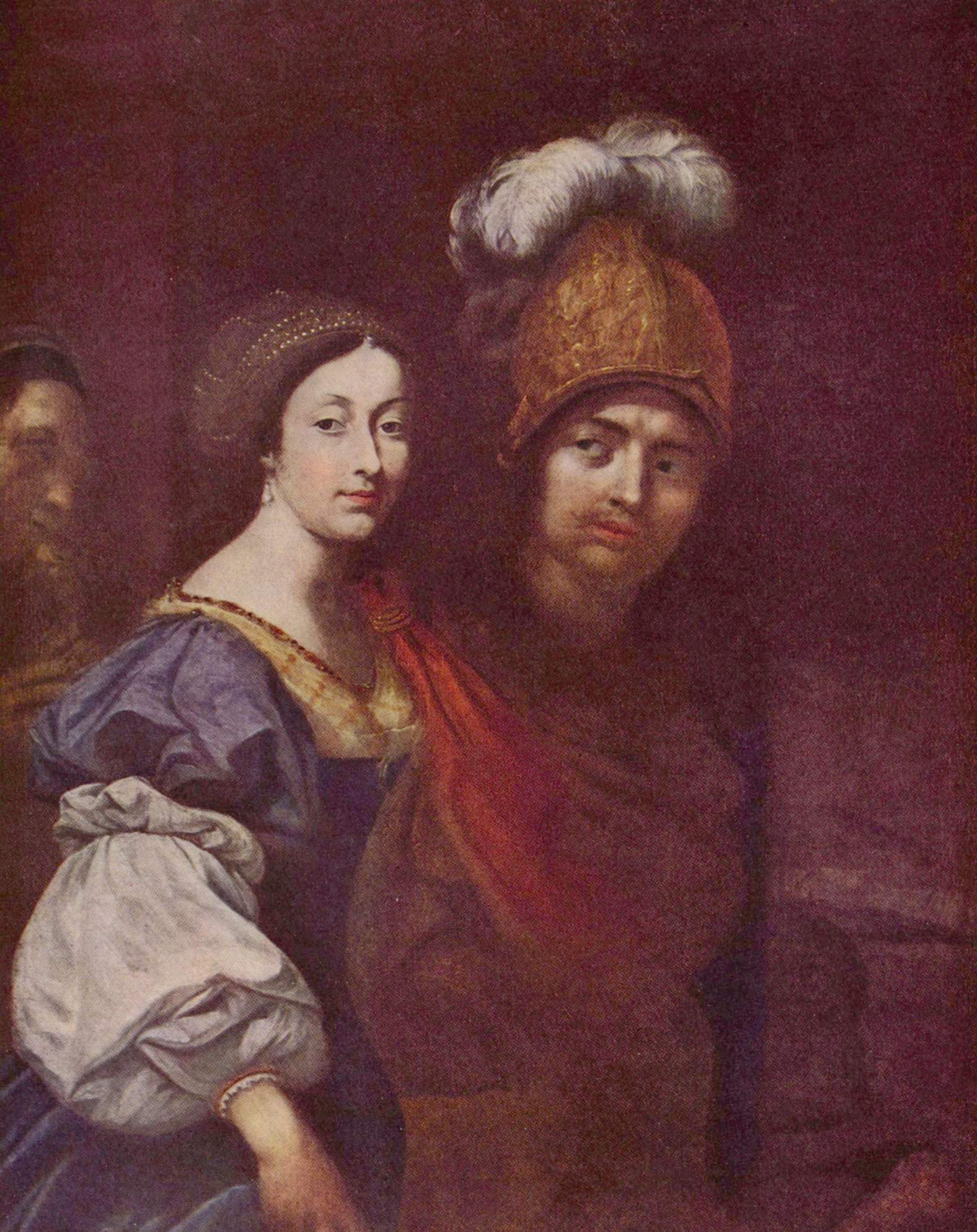
Дідона та Еней. Карел Шкрета (1670)
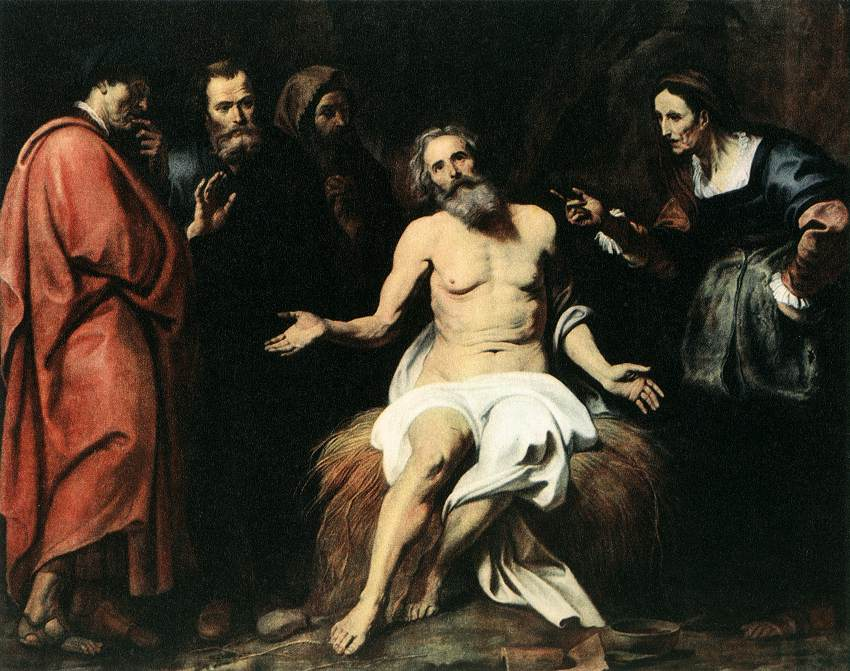
Хворий Іов на соломі. Герард Сегерс

## Голландські майстри

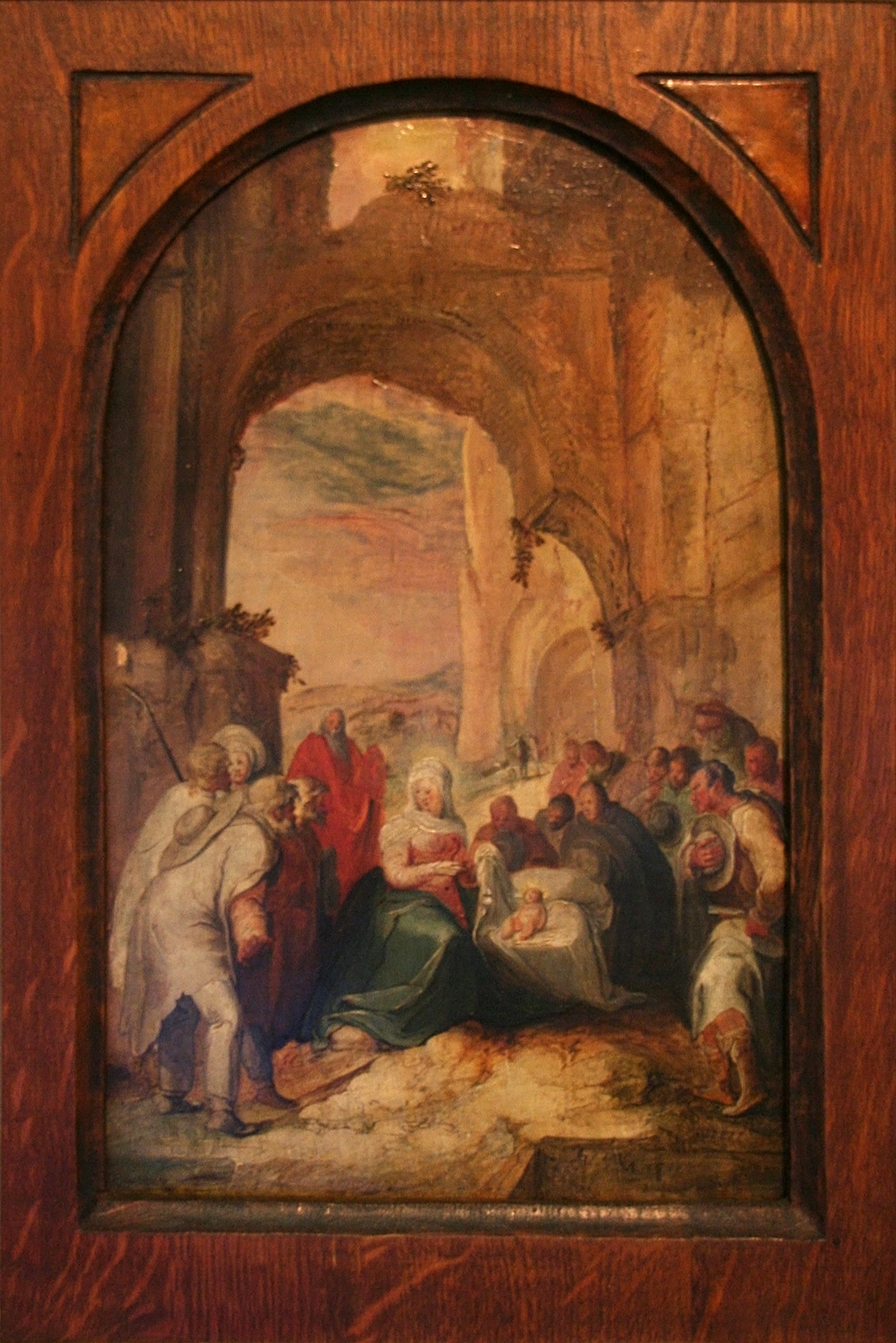
Поклоніння пастухів немовляті Христу. Карел ван Мандер (1596)
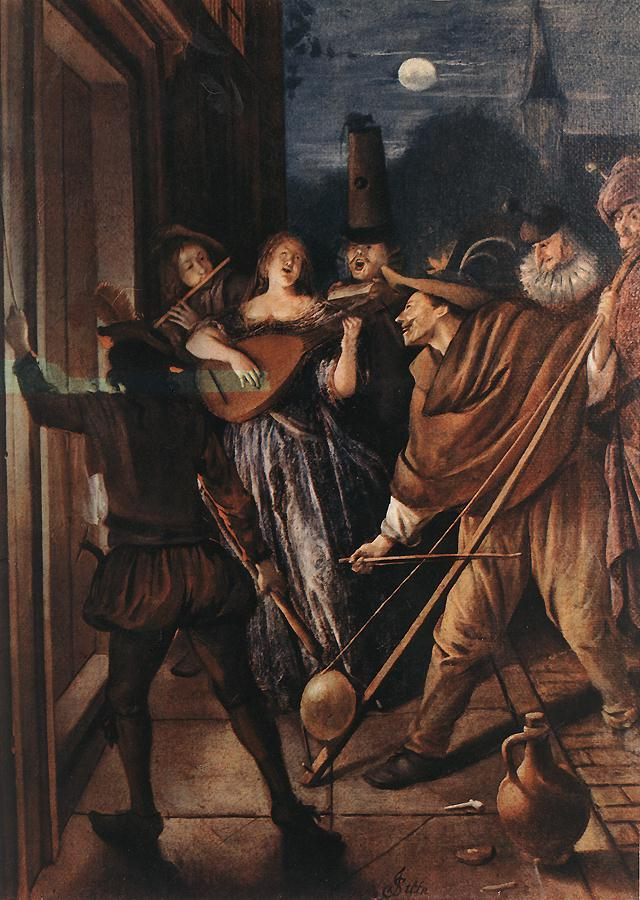
Нічна серенада. Ян Стен (бл. 1675)
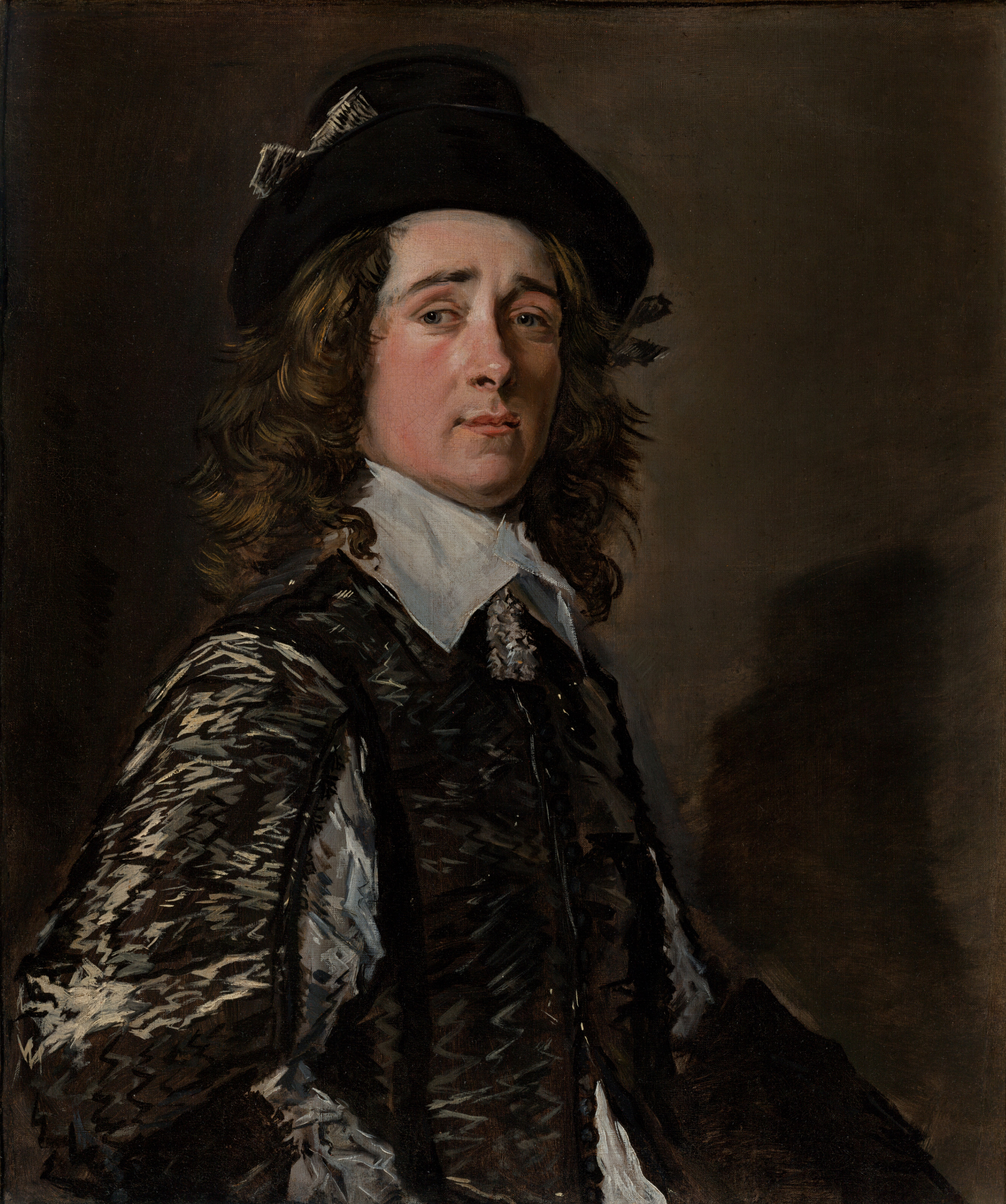
Портрет Яспера Схаде. Франс Галс старший (1645)
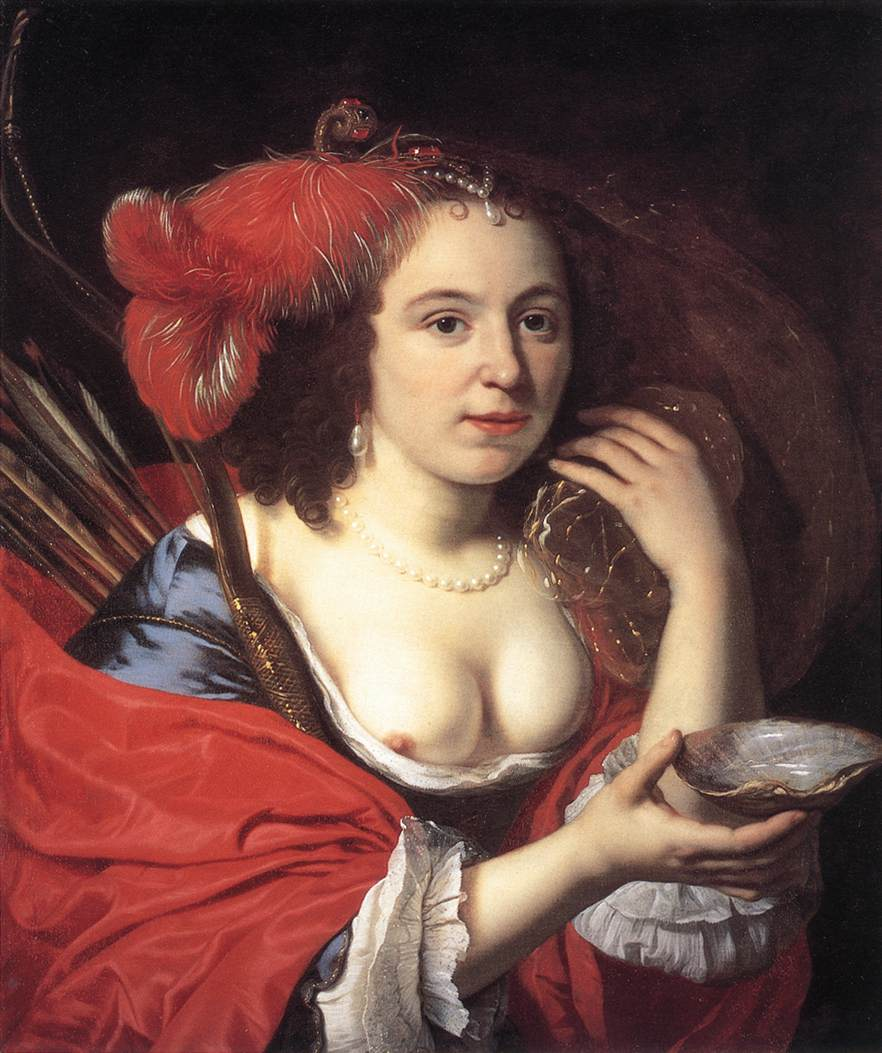
Портрет Анни дю Пейр в образі Граніди. Бартоломеус ван дер Гелст (1660)

## Майстри натюрморту

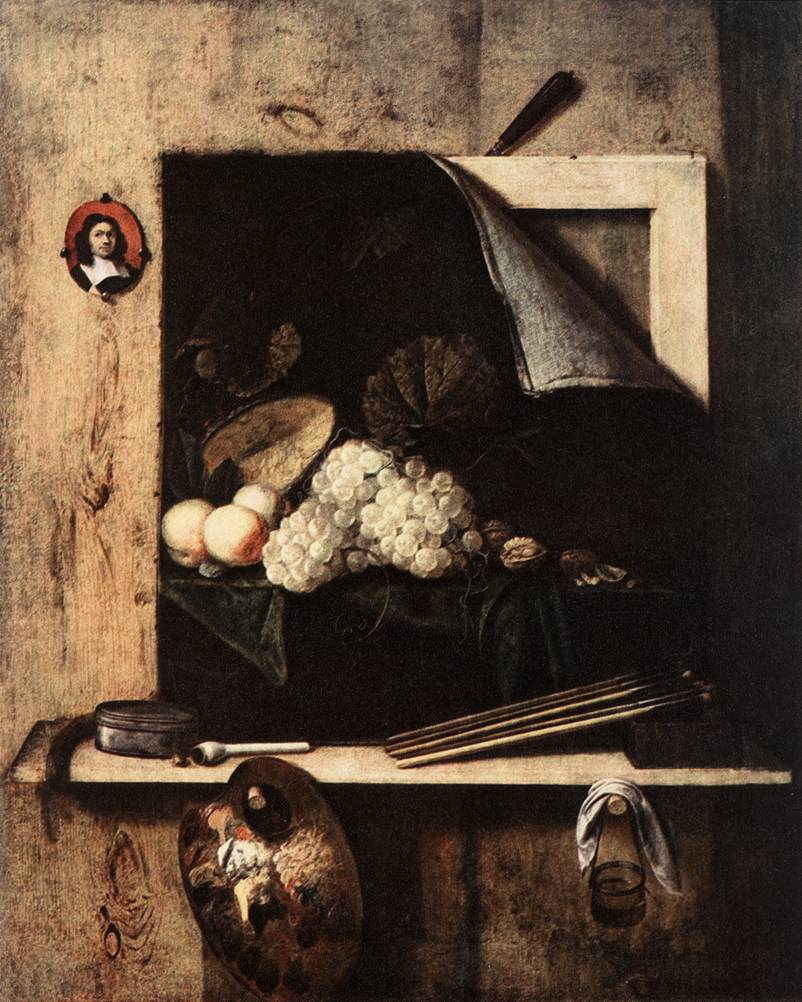
Марнота марнот. Корнеліс Гейсбрехтс (1663)
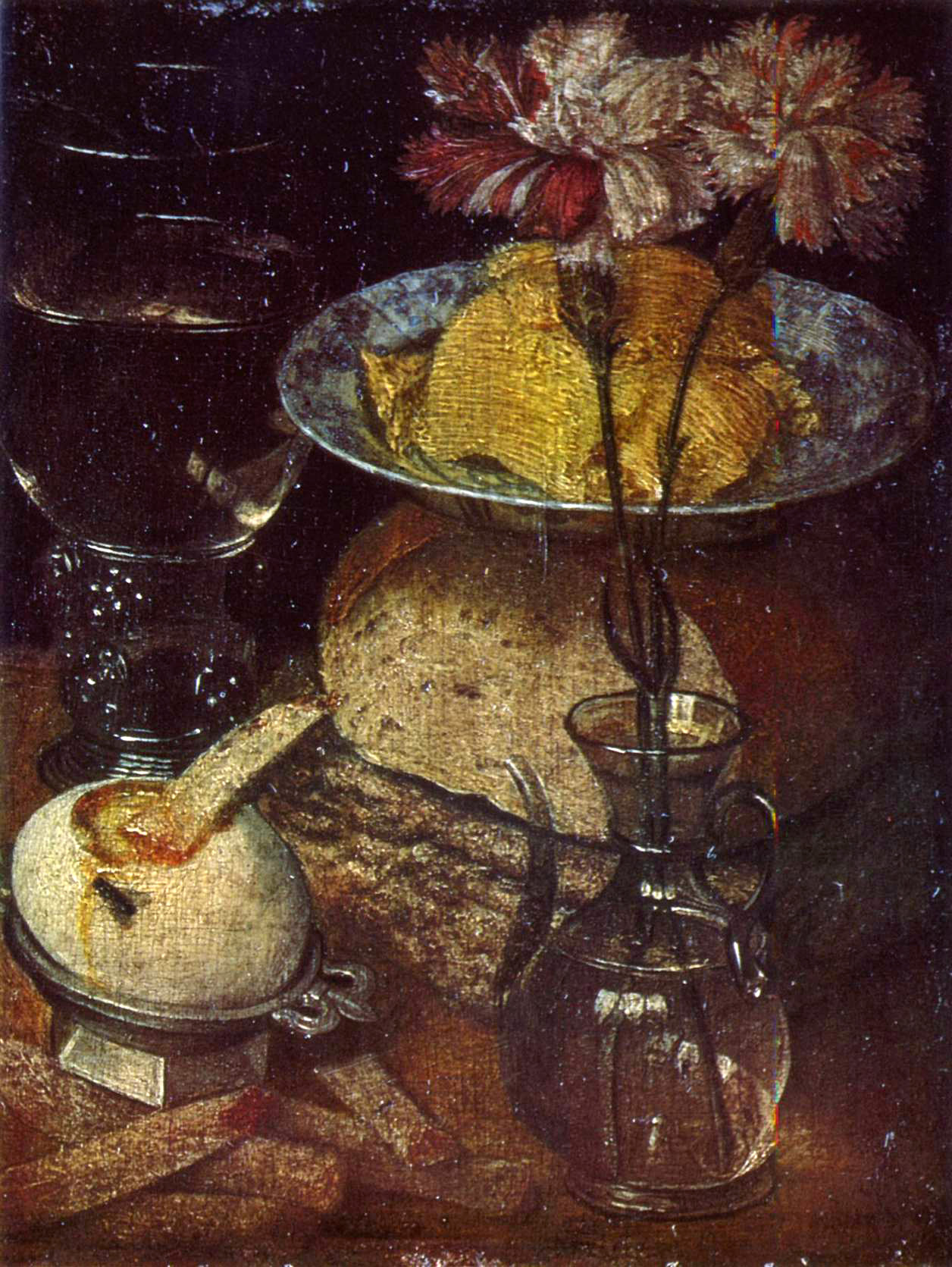
Натюрморт з гвоздиками. Георг Флегель (1635)
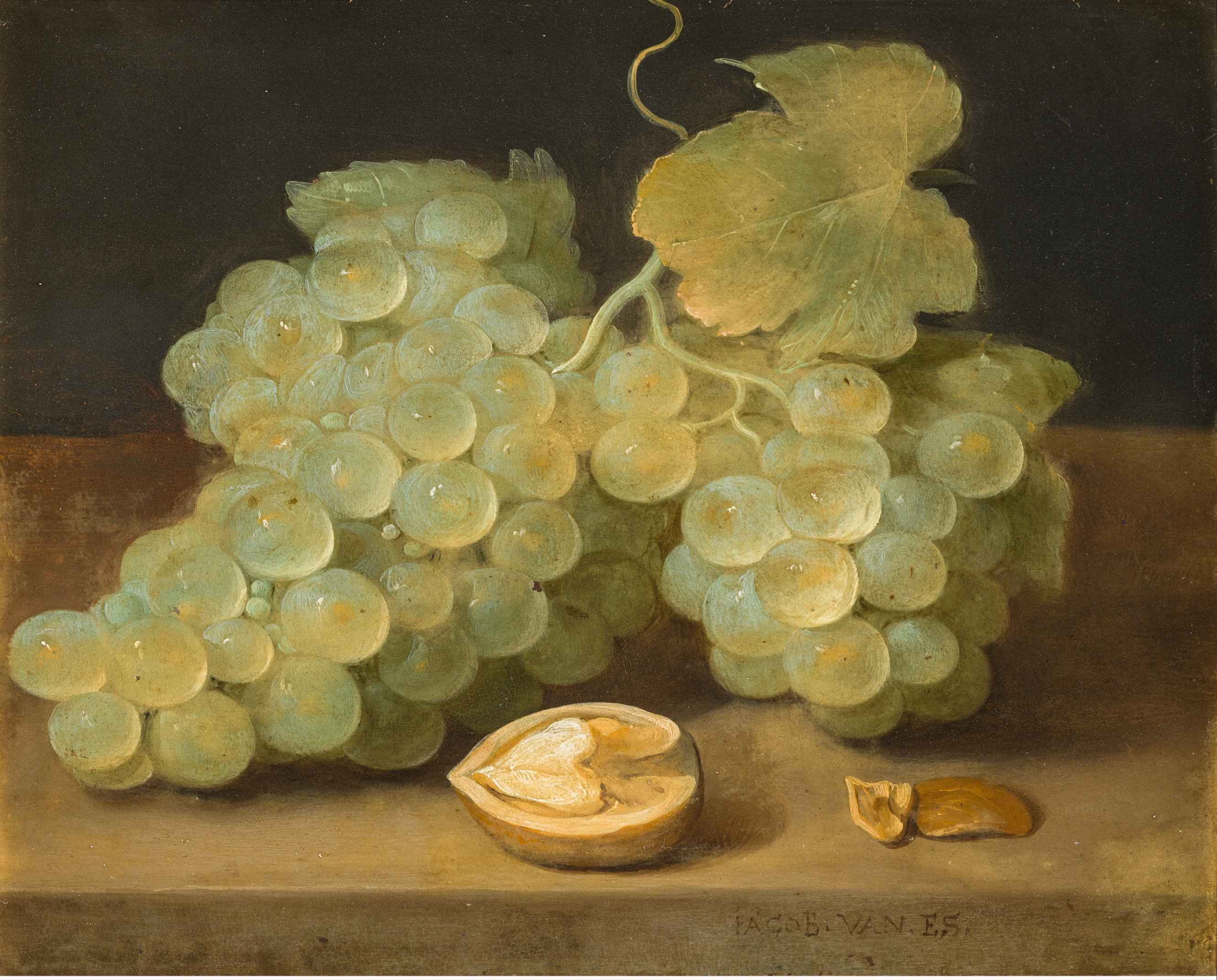
Виноград та горіх. Якоб Фоппенс ван Ес (1620 - 1666)
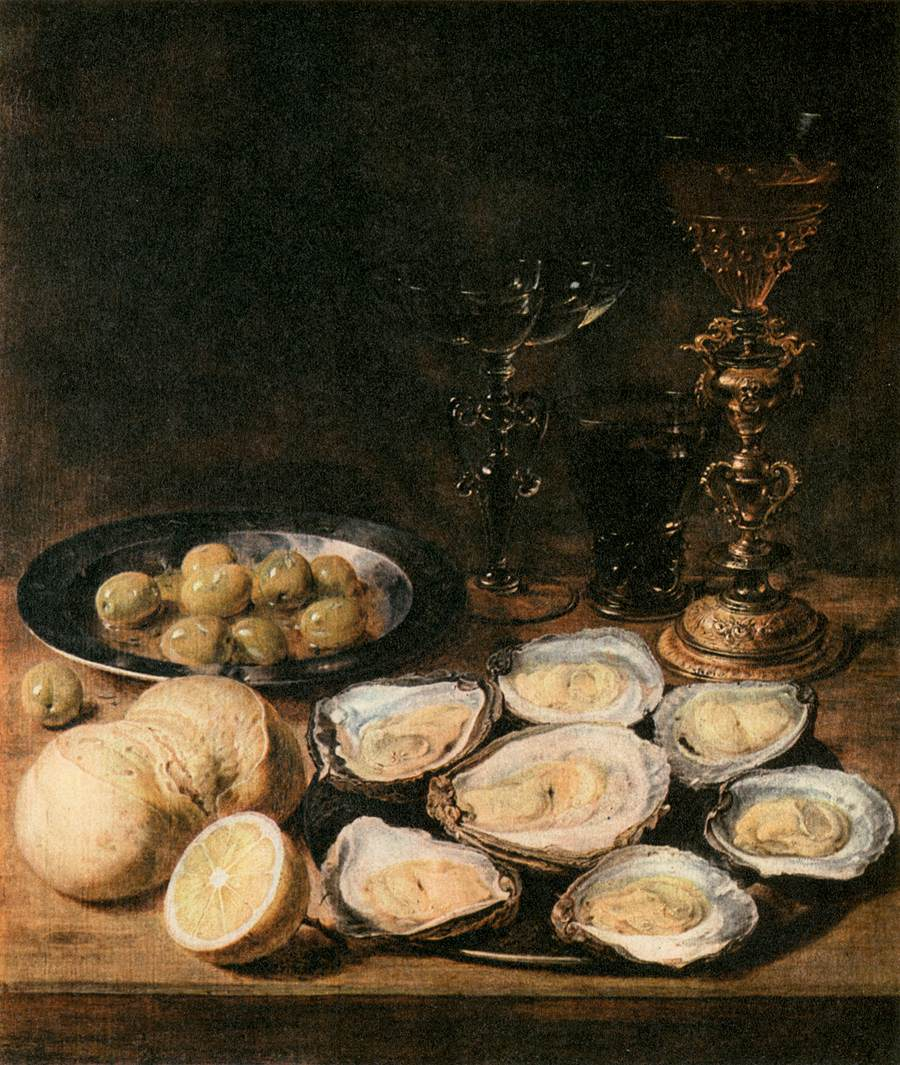
Натюрморт з хлібом, устрицями, оливками і скляними келихами. Александер Адріансен (1630-ті)

## Імпресіонізм та постімпресіонізм

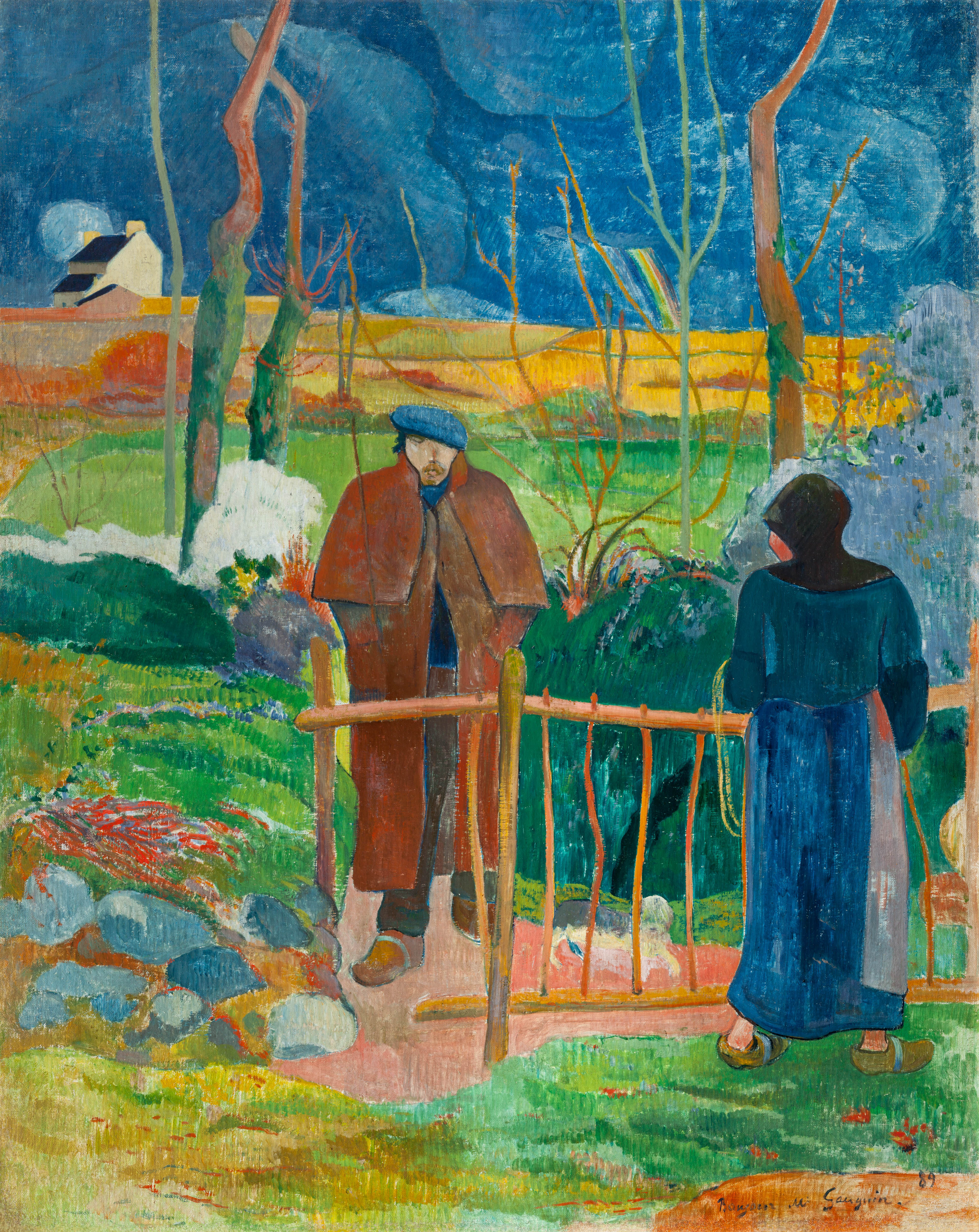
Добридень, пане Гоген. Поль Гоген (1889)
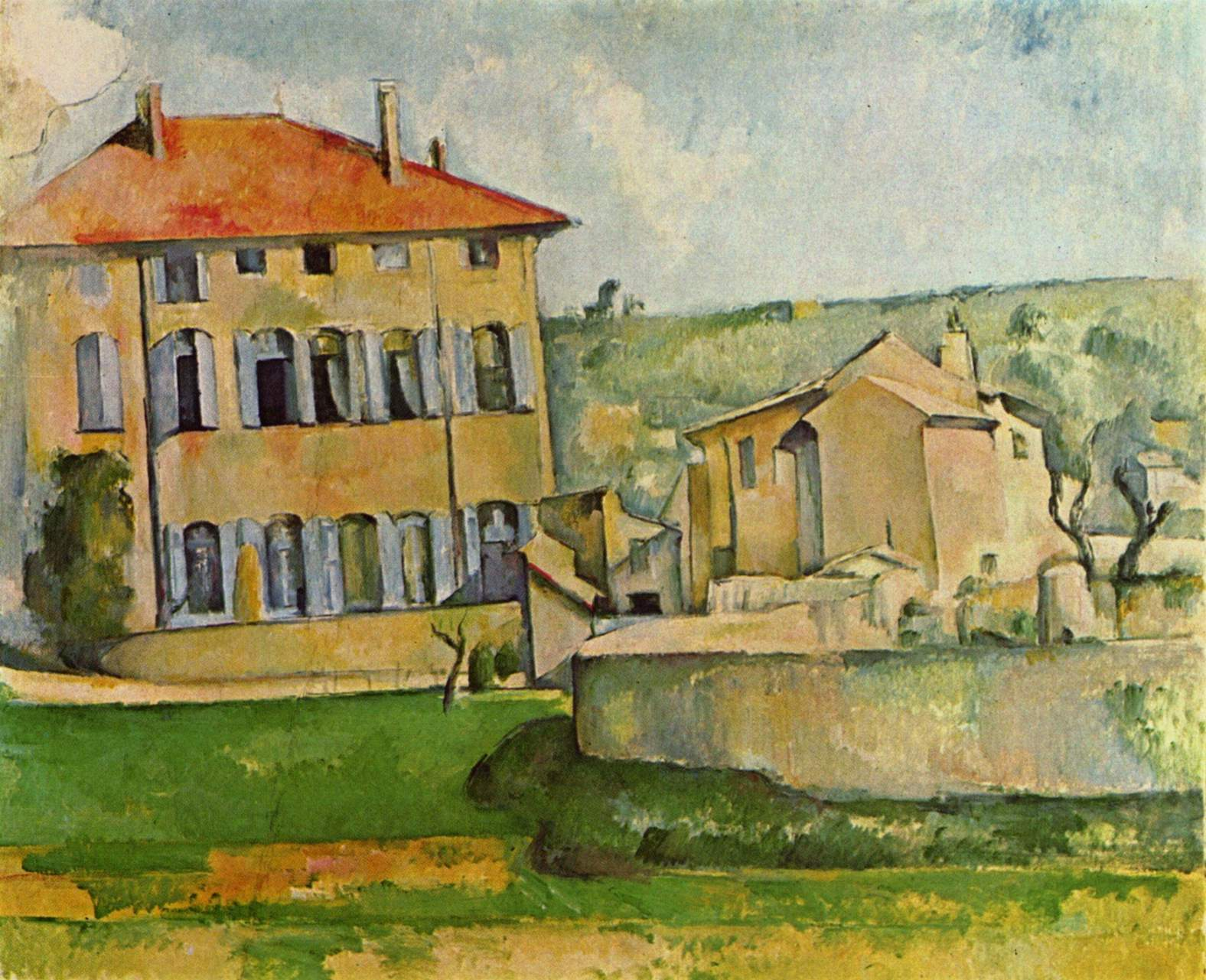
Будинок і ферма Жаса де Буффана. Поль Сезанн (1885-1887)
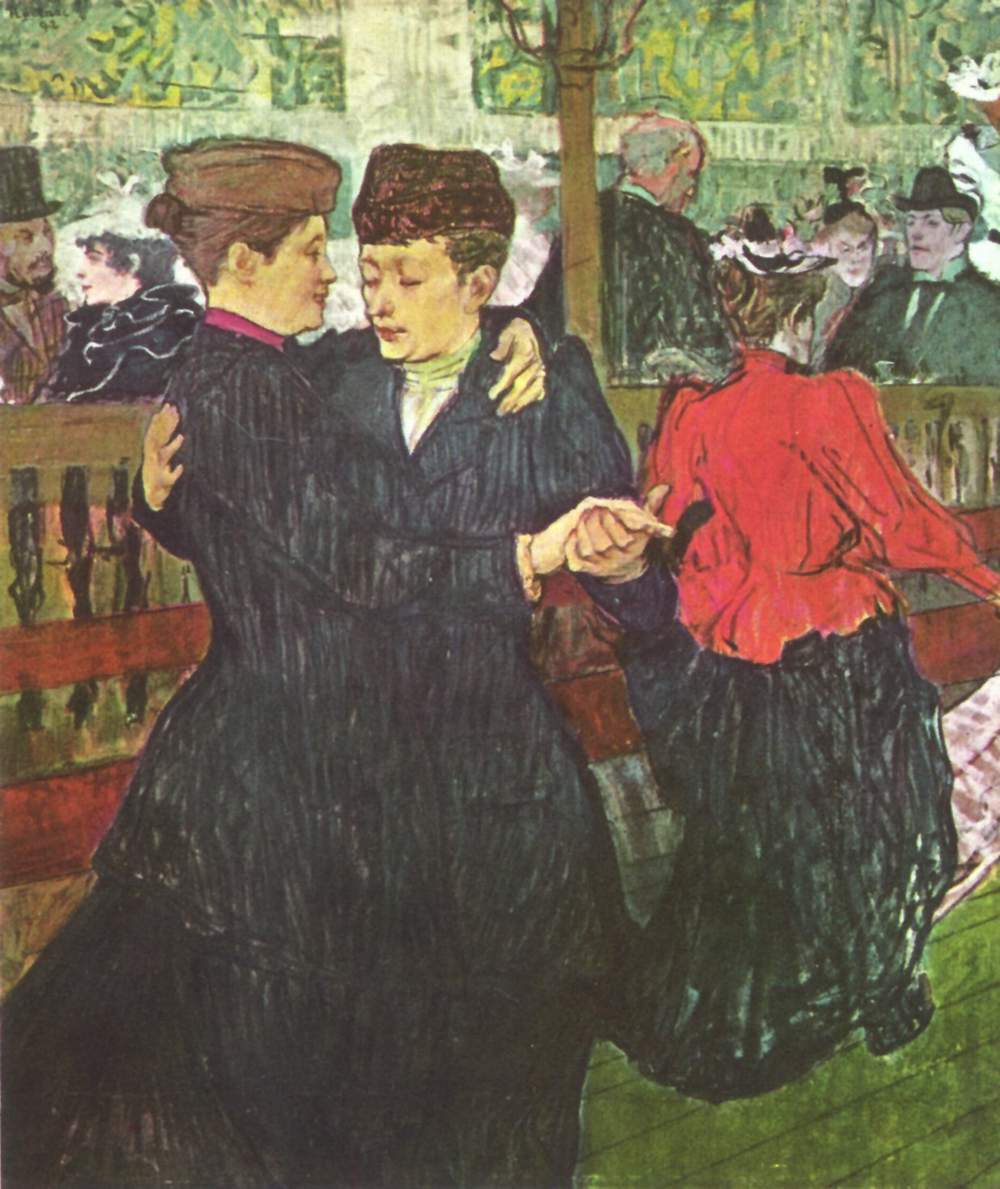
Дві жінки танцюють у Мулен-Руж. Анрі Тулуз-Лотрек (1892)
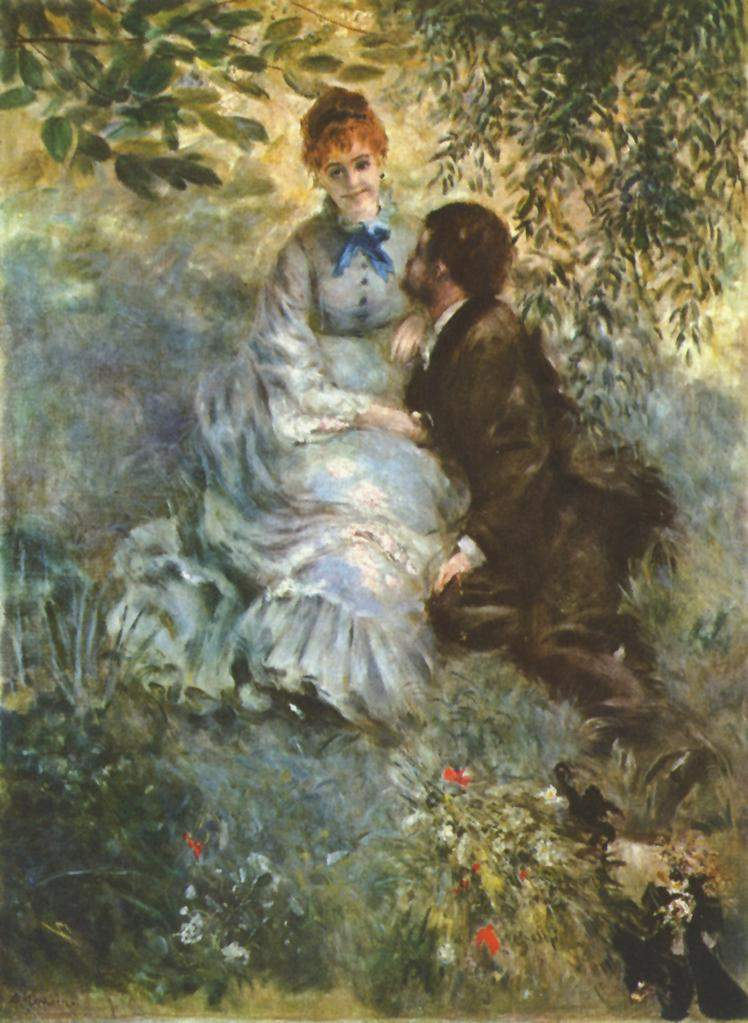
Закохана пара. П'єр-Огюст Ренуар (1875)